# 2022年の音楽
2022年の音楽（2022ねんのおんがく）では、2022年の音楽産業や音楽活動に関する出来事をまとめる。
2021年の音楽 - 2022年の音楽 - 2023年の音楽

## 世界で最も売れたアーティスト
IFPI Global Recording Artist of the Year
1. テイラー・スウィフト
2. BTS
3. ドレイク
4. バッド・バニー
5. ザ・ウィークエンド
6. SEVENTEEN
7. Stray Kids
8. ハリー・スタイルズ
9. 周杰倫（Jay Chou）
10. エド・シーラン

## 日本で活躍したアーティスト

### TOP ARTISTS 年間TOP10
集計期間：2021年11月29日 - 2022年11月27日（Billboard JAPAN）
1. Ado
2. YOASOBI
3. Official髭男dism
4. 優里
5. BTS
6. King Gnu
7. Vaundy
8. back number
9. 米津玄師
10. あいみょん

## 動向

### 1月
- 1月3日 - 2016年に死去したロック歌手・デヴィッド・ボウイの楽曲400曲以上の権利について、アメリカのワーナー・ミュージック・グループが約2億5千万ドル（約290億円）で取得したことを発表[3]。
- 1月5日 
  - 株式会社ロッキング・オン・ジャパンはこの夏に開催予定の『ROCK IN JAPAN FESTIVAL 2022』の会場を当初予定していた国営ひたち海浜公園（茨城県ひたちなか市）から千葉市蘇我スポーツ公園（千葉市中央区）に変更することを発表[4]。
  - アメリカ最大の音楽の祭典『グラミー賞』の主催者は、1月31日に予定していた同賞の授賞式をオミクロン株が世界的に猛威をふるっている現状を鑑み延期することを発表[5]。その後、1月18日に「ネバダ州ラスベガスで4月3日に開催する」ことを発表した[6]。
- 1月6日 - 同日付オリコン週間アルバムランキングで、BTS『BTS, THE BEST』の累計売上がミリオンを達成。海外アーティストではBoA『BEST OF SOUL』以来16年7ヵ月ぶり、海外男性アーティストではクイーン『ジュエルズ』以来17年9ヵ月ぶり[7]。
- 1月17日 - 同日付オリコン週間カラオケランキングで、優里「ドライフラワー」が連続1位獲得週数が49週となり歴代単独3位に[8]。
- 1月26日 - 同日付オリコン週間デジタルアルバムランキングで、宇多田ヒカル『BADモード』が1位。デジタルアルバム通算1位獲得作品数記録がソロアーティストとしては単独1位、歴代では3位タイとなった[9]。
- 1月30日 - 東京・新木場のライブハウス「USEN STUDIO COAST」がこの日の営業を最後に閉館。20年の歴史に幕[10][11]。

### 2月
- 2月8日 - 同日付オリコン週間シングルランキングで、氷川きよし「群青の弦」が1位。氷川のシングル1位は、2009年の「ときめきのルンバ」以来12年5ヵ月ぶり。シングル連続TOP10入り年数記録は22年連続となり歴代6位タイ、ソロアーティストでは歴代2位となった[12]。
- 2月10日 - ユニバーサル ミュージック グループがイギリス出身のミュージシャン・スティングの楽曲約600曲（かつて在籍した「ポリス」時代のものも含む）の権利を3億ドル（約350億円）で取得したことを発表[13]。
- 2月16日 - 同日付オリコン週間デジタルシングル（単曲）ランキングで、あいみょん「マリーゴールド」が自身初となる累積100万ダウンロードを突破した。史上5組目、7作目となる快挙[14]。

### 3月
- 3月2日 - 同日付オリコン週間ストリーミンランキングで、DISH//「猫」が100週連続TOP100入りを記録[15]。
- 3月3日
  - Epic GamesがBandcampを買収[16]。
  - Travis Japanのメンバー全員が3月下旬よりアメリカ・ロサンゼルスに留学することを発表[17]。
- 3月8日 - 国際女性デーに行われた「国際女性デー表彰式｜HAPPY WOMAN AWARD 2022 for SDGs」にて倉木麻衣が個人部門賞を受賞[18]。
- 3月9日
  - 佐野元春が第72回芸術選奨を、藤井風が芸術選奨新人賞を受賞[19]。
  - 同日付オリコン週間ストリーミングランキングで、Aimer「残響散歌」が自身2作目の累積1億回再生突破。初登場から13週目での1億回再生突破は歴代4位、ソロアーティストでは歴代2位となった[20]。
- 3月16日
  - 同日付オリコン週間ストリーミングランキングで、ちゃんみな「Never Grow Up」が自身初となる累積再生数1億回再生を突破した[21]。
  - 同日付オリコン週間デジタルシングル（単曲）ランキング・ストリーミングランキングで、BE:FIRST「Bye-Good-Bye」が初登場1位。史上初となる「通算3作となる同一アーティスト・作品の週間デジタルランキング2冠」を達成[22]。
- 3月18日 - 2020年7月8日より活動休止していたMrs. GREEN APPLEが約1年8か月ぶりに活動再開、フェーズ2開幕を宣言[23]。
- 3月22日 - 同日付オリコン週間シングルランキングで、KinKi Kids「高純度romance」が初登場1位を獲得。歴代1位の記録を持つ「デビュー（1st）からのシングル連続1位獲得作品数」と「シングル1位獲得連続年数」をそれぞれ自己更新した[24]。
- 3月25日 - 日本テレビ系アニメ『ルパン三世』や1976年の映画『犬神家の一族』などの音楽を担当したことで知られる作曲家・ジャズピアニストの大野雄二が体調不良のため入院していることをこの日公式サイトで明らかにした。これに伴い4月に横浜で、また6月に東京で予定していたコンサートが中止に[25]。
- 3月30日 - 同日付オリコン週間ストリーミングランキングで、Uru「あなたがいることで」が自身初となる累積再生数が1億回再生を突破した[26]。

### 4月
- 4月1日 - 日本音楽著作権協会（以下、JASRACと表記）の新会長として作曲家で日本作曲家協会会長の弦哲也がこの日付けで就任[27]。
- 4月3日 - 第64回グラミー賞の授賞式が開催され、ブルーノ・マーズとアンダーソン・パークによる音楽デュオ、シルク・ソニックの『Leave The Door Open』が年間最優秀レコードと年間最優秀楽曲賞の主要2部門を受賞。ジョン・バティステ『We Are』が最優秀アルバム賞、オリヴィア・ロドリゴが新人賞を受賞した[28]。
- 4月6日 - 松本孝弘（B'z）が豊中市への寄付により紺綬褒章を受章[29]。
- 4月8日 - 小林豊（BOYS AND MEN）が万引き事案をしていたことが判明し、同日付けで所属会社のマネジメント契約を解除された[30]。
- 4月26日 - 同日付のオリコン週間シングルランキングで、INI「I」が初登場1位を獲得。オリコン史上初となる「デビュー（1st）シングルから2作連続初週売上50万枚超え」を達成した[31]。
- 4月27日 - 同日付のオリコン週間ストリーミングランキングで、Ado「うっせぇわ」が累積再生数3億回を突破した。史上8組目、女性ソロアーティストでは史上3人目[32]。

### 5月
- 5月9日 - 同日付のオリコン週間ストリーミングランキングより、集計対象にSpotifyが加わる[33]。
- 5月10日
  - 同日付のオリコン週間シングルランキングでENHYPEN「DIMENSION : 閃光」が初登場1位を獲得。海外アーティストでTWICEに次ぐ史上2組目、海外男性アーティストでは史上初となる「デビュー（1st）シングルから2作連続初登場1位」となった[34]。
  - アメリカ・アップル社は、2001年に発表した携帯型音楽プレーヤー「iPod」（2022年現在は「iPod touch」を発売）を在庫がなくなり次第発売を終了することを発表。21年の歴史に幕を下ろす。スマートフォンで音楽を聴くことが一般的となり一定の役割を果たしたと判断したことによる[35]。
- 5月17日 - 同日付のオリコン週間アルバムランキングでMr.Children『Mr.Children 2015-2021 & NOW』『Mr.Children 2011-2015』がオリコン史上初となる3度目の1位・2位独占、アルバム通算1位獲得作品数は歴代単独5位、男性アーティストでは歴代単独3位となった[36]。
- 5月18日 - 同日付のオリコン週間デジタルシングル（単曲）ランキングで米津玄師「M八七」初登場1位を獲得。同ランキングにおいて自身が持つ「通算1位獲得作品数歴代単独1位」を自己更新した[37]。
- 月内 - 11日に死去した上島竜兵（ダチョウ倶楽部）の影響で、自身がミュージックビデオに出演していたケツメイシの曲「友よ 〜 この先もずっと…」（2016年）が23日付オリコン週間デジタルシングル（単曲）ランキングで圏外から10位に急上昇[38]。5月18日公開のBillboard JAPAN 総合ソング・チャート“JAPAN HOT 100”では5年ぶりにトップ10入り[39]、2022年5月13日〜5月19日集計のオリコンYouTubeチャートでは先週比477.4%で1位となった[40]。

### 6月
- 6月4日 - 2019年に終了したイベント「BAZOOKA!!! 高校生RAP選手権」が3年ぶりに開催[41]。
- 6月7日
  - 同日付のオリコン週間アルバムランキングで、Sexy Zone『ザ・ハイライト』が初登場1位を獲得、「1stからのアルバム連続1位獲得作品数」が歴代単独4位となった[42]。
  - 同日付のオリコン週間シングルランキングで、森口博子「Ubugoe」が5位にランクイン。1993年6月21日付の「ホイッスル」の10位以来、29年ぶりのシングルトップ10入りとなり、「シングルTOP10入りインターバル記録」が歴代5位、女性アーティストでは歴代3位を記録した[43]。
- 6月8日 - 同日付のオリコン週間ストリーミングランキングで、MAISONdes「ヨワネハキ （feat. 和ぬか & asmi）」の累積再生数が1億再生を突破[44]。
- 6月10日 - EXILEの黒木啓司が同年10月末をもって所属事務所のLDH JAPANを退社し、芸能界から引退することを発表[45][46]。
- 6月19日 - 俳優・歌手の加山雄三が、所属レコード会社を通じて「12月一杯をもってコンサート活動から引退する」ことを発表。歌手活動や作曲活動など他の音楽活動は引き続き継続する[47]。
- 6月20日

  - 同日付のオリコン週間カラオケランキングでスピッツ「チェリー」が通算登場週数1000週を突破[48]。
- 6月23日 - アメリカの音楽団体Women Songwriters Hall of Fameが贈る「女性ソングライター殿堂賞」をグロリア・エステファン、ロレッタ・リンとともに八神純子が受賞した。日本人が選出されたのは初[49]。
- 6月24日 - 昨年6月に器質化肺炎のため死去したギタリストの寺内タケシ（本名・寺内武、享年82）のお別れ会が横浜市内で行われ、約200名が参加。また追悼コンサートも開催された[50]。
- 6月24日 - ディスクユニオンが運営するオンラインショップ「diskunion.net」「audiounion.jp」に登録された個人情報が漏洩した可能性があることを確認し、両サイトを閉鎖。その後8月10日に個人情報漏洩が確認され、対策を実施した上で9月6日にサービスが再開された[51]。
- 6月28日 - 同日付のオリコン週間アルバムランキングで、山下達郎『SOFTLY』が通算12作目の1位。昭和・平成・令和でアルバム1位獲得は矢沢永吉、竹内まりや、桑田佳祐に次ぎ4組目の達成となった[52]。
- 6月29日 - 同日発表のオリコンオリコン上半期デジタルアルバムランキングで、Ado『狂言』が1位を獲得。2017年スタートの同ランキングにおいて初の女性ソロアーティストの1位獲得となった[53]。
- 6月30日 - 一般社団法人の日本音楽事業者協会、日本音楽制作者連盟、コンサートプロモーターズ協会、日本音楽出版社協会の音楽業界4団体が、東京都内の自民党本部で決起大会を開催。7月10日に行われる第26回参議院議員通常選挙を受け、同選挙に出馬している今井絵理子と生稲晃子を激励し[54]、両名とも当選を果たした。

### 7月
- 7月5日
  - 同日発表のオリコン週間アルバムランキングにて、吉田拓郎『ah-面白かった』が2位にランクイン。吉田拓郎のアルバムトップ3入りは1979年の『TAKURO TOUR 1979』以来42年8ヶ月ぶりとなった[55]。
  - 同日発表のオリコン週間アルバムランキングにて、King & Prince『Made in』が1stアルバムから4作連続初週売上30万枚超えを記録。2004年の宇多田ヒカル以来18年3ヶ月ぶり史上8組目、男性アーティストとしてはCHEMISTRY以来18年4ヶ月ぶりとなった[56]。
- 7月12日 - 同日発表の関ジャニ∞「喝采」がシングル1位獲得連続年数を16年に更新[57]。
- 7月15日 - 女性ボーカルグループ・Little Glee Monsterのメンバー、芹奈・manakaがグループ公式サイトにて同年7月24日に開催される公演をもってグループを卒業することを発表。両者は卒業後も音楽活動を継続する意向であることも併せて発表。活動中である、かれん・MAYU・アサヒは新メンバーを迎え今後もグループとしての活動を継続する[58]。
- 7月20日 - 同日発表のオリコン週間シングルランキングで森進一「さわりは名調子」が70位に初登場。自身の持つ「シングル連続ランクイン年数」歴代1位（55年）および、「シングル通算ランクイン作品数」歴代3位（通算115作目）を自己更新した[59]。
- 7月24日 - 大阪・アメリカ村のライブハウスCLAPPERが営業終了[60]。
- 7月25日 - 前年に解散したV6の元メンバー・三宅健がミニアルバム『NEWWW』を同年10月5日に発売し、ソロデビューすることを発表[61]。同日にTwitter公式アカウントも開設した[62]。
- 7月27日 - 同日発表のオリコン週間ストリーミングランキングでSEKAI NO OWARI「Habit」が、5週連続、通算6度目の1位獲得。自身2作目の累積再生数1億回突破、13週目での1億回再生突破は「1億回再生突破週数最短記録」歴代5位タイ[63]。
- 7月31日 - 兵庫県神戸市にあるライブハウスART HOUSEが閉店[64]。

### 8月
- 8月1日 - 1989年に月刊誌として創刊され、その後本年3月26日発売の5月号をもって季刊誌に移行したばかりの音楽雑誌『GiGS』（シンコーミュージック・エンタテイメント）がこの日更新した同誌の公式サイト及びTwitterにおいて、「6月27日発売の8月号をもって休刊する」ことを発表した[65][66]。
- 8月2日 - 同日発表のオリコン週間シングルランキングでKinKi Kids「Amazing Love」が初登場1位。自身の持つ「デビュー（1st）からのシングル連続1位獲得作品数」（45作）および「シングル連続1位獲得年数」（26年）を自己更新[67]。
- 8月3日 - 同日発表のオリコン週間シングルランキングで氷川きよし「甲州路」が初登場4位にランクインし、「シングル連続TOP10入り年数」（22年）を更新し、ソロアーティスト歴代2位を記録[68]。
- 8月6日 - 14時30分ごろ、札幌市豊平区の北海道立総合体育センター（北海きたえーる）で行われていたKing & Princeのコンサート中に、スモークを焚く機械からオイルが漏れ出し、天井につり下げされていた照明に触れて燃え出すぼやが発生。火の粉が落下し、その付近にいた観客が避難。うち一人が体調不良を訴えて病院に搬送される騒ぎとなった。コンサートは中断の後に中止。また夜の部の公演も中止となった。これを受け所属先のジャニーズ事務所は同日夜に「大変なご迷惑とご心配をお掛けしました」と謝罪。7日の公演については「関係各所と協議の上開催の可否を判断する」としたうえで[69]、予定通り施行された[70]。
- 8月17日
  - Adoが同日発表のオリコン週間デジタルシングル（単曲）ランキング・デジタルアルバムランキング・週間ストリーミングランキングで1位を獲得し3冠を達成。デジタルシングル（単曲）ランキングは史上初のトップ4を独占、デジタルアルバムランキングは初週DL数が宇多田ヒカル『初恋』に次ぐ歴代2位、ストリーミングランキングはあいみょん以来史上2組目のトップ4独占を達成した[71]。
  - Adoが同日発表のBillboard JAPAN総合ソング・チャート“JAPAN HOT 100”にて、「新時代」が総合首位、「逆光」が2位、「私は最強」が3位を獲得、“JAPAN HOT 100”チャート史上初の同一アーティストによるトップ3独占を達成した[72]。
- 8月23日 - 同日付のオリコン週間アルバムランキングでNEWS『音楽』が1位となり、「1stアルバムからの連続1位獲得作品数」が歴代単独1位となった[73]。
- 8月24日 - Adoが同日付の「オリコン週間デジタルランキング」（週間デジタルシングル（単曲）ランキング・週間デジタルアルバムランキング・週間ストリーミングランキング）で史上2組目となる2週連続3冠を達成。オリコン週間デジタルシングル(単曲）ランキングで史上初となる「2週連続TOP4独占」を達成。また週間ストリーミングランキングでは史上初の「週間ストリーミングランキングTOP5独占」および「同一アーティストによる4曲同時週間再生数1000万回超え」を記録した[74]。
- 8月28日 - 2022年度MTVビデオ・ミュージック・アワードが開催され、テイラー・スウィフト『All Too Well (10 Minute Version)』が最優秀ビデオ賞を受賞[75]。
- 8月31日・9月7日 - Adoが同日付ののオリコン週間デジタルランキングでオリコン史上初の3週連続・4週連続3冠を達成[76][77]。

### 9月
- 9月1日 - 男性ムード歌謡グループ・純烈が東京都内で行った主演映画の舞台あいさつにおいて、新メンバーとして俳優の岩永洋昭が加入したことを発表[78]。
- 9月3日 - アルルカンのメンバー堕門が2日に音信不通になったことを発表。5日に接触できたことを報告し、話し合いを経て17日に音楽活動を再開した[79]。
- 9月6日 - レゲエミュージックの企画制作を行っているカエルスタジオによって8月10日が「レゲエミュージックの日」に制定された[80]。
- 9月13日 - 同日付のオリコン週間シングルランキングでSexy Zone「Trust Me, Trust You.」が初登場1位。「デビュー（1st）年度からのシングル1位獲得連続年数」を歴代3位タイから歴代2位タイに更新した[81]。
- 9月14日 - 同日付のオリコン週間デジタルシングル（単曲）ランキングでAdo「新時代」が史上3組目となる6週連続1位を獲得。またオリコン週間ストリーミングランキングではAdoの関連楽曲がオリコン史上初となる5週連続トップ4独占を達成した[82]。
- 9月15日 - 山下達郎や竹内まりやなどの楽曲約1600曲をマイクロSDカードに入れてフリマアプリ『楽天ラクマ』で販売していたとして、JASRACは既に秋田県警に逮捕されている東京都世田谷区在住の28歳の男を著作権法違反（無断複製物頒布）の疑いで同県警大館署に告訴した。今回の告訴についてJASRACは「規模的に悪質なケースだ」としている[83][84]。
- 9月18日・19日 - 台風14号接近に伴い、九州地方や中国地方を中心に多くのライブ・イベントが中止になった。→中止・延期となったイベント節も参照
- 9月20日 - 同日付のオリコン週間シングルランキングでKing & Prince「TraceTrace」が初週50.1万枚で初登場1位。KinKi Kids「夏の王様／もう君以外愛せない」（2000/7/3付）以来22年3ヵ月ぶり、史上2組目の「デビューシングルから10作連続初週30万枚超え」[85]。
- 9月25日 - コロナ禍の影響などにより2020年6月に閉店した沖縄県宜野湾市のライブハウス「ヒューマンステージ」が2年3か月ぶりに再開[86]。
- 9月27日 - 同日付のオリコン週間アルバムランキングでSnow Man『Snow Labo. S2』が89.1万枚で初登場1位を獲得。CHEMISTRY『Second to None』（2003/1/20付）以来19年8ヵ月ぶり、史上2組目の「男性アーティストの1stアルバムから2作連続初週売上80万枚超え」達成[87]。また、同日付で1stアルバム『Snow Mania S1』の累計売上がミリオンを達成。綾小路きみまろ『爆笑スーパーライブ第1集!中高年に愛をこめて…』（2008/11/17付）以来13年11ヵ月ぶり、令和初の1stアルバム作品でのミリオン達成。男性グループではDef Tech『Def Tech』（2005/6/6付）以来、17年4ヵ月ぶりとなった[88]。
- 9月30日 - レンタルチェーン店「ゲオ」が店舗でのCDの買い取り受付を終了。ネット音楽配信や音楽サブスクリプション（サブスク）の普及などが要因。新品のCD・DVDの販売やレンタルは引き続き行う[89]。
- 9月末 - TuneCore Japanが、JASRACを通して収益を受け取る管理業務をアーティストに代わって行う「著作権管理サービス」を開始することを発表[90]。

### 10月
- 10月2日 - この日名古屋市中区内のホテルで開催予定だった演歌歌手・丘みどりのディナーショー（昼夜2部構成）がホテル側の不手際により中止となるアクシデントが発生。前日の1日夜にディナーショーが行われる予定だった会場で別の案件を入れていたダブルブッキングが発覚。またホテルの担当者がこれを認識しておきながら発覚直前まで放置、さらに主催者である東海ラジオに対しては虚偽の報告も行っていたことも判明した。これを受けホテル側は丘本人や関係者、来場予定者などに対して謝罪。来場予定者には返金の対応を行うとしている。これについて丘は自身のTwitterで「本当にショックだ」とコメントしたが[91][92][93]、その後、2023年2月28日に放送されたフジテレビ系バラエティ番組『ぽかぽか』で「仕切り直しの意味も含めて（2023年）4月1日に同ホテルでディナーショーを開催する」と表明した[94]。
- 10月10日 - AKIHABARAバックステージpassが閉店[95]。
- 10月11日 - 同日付のオリコン週間アルバムランキングで松任谷由実『ユーミン万歳!〜松任谷由実50周年記念ベストアルバム〜』が初登場1位。自身の持つ「ソロアーティストによる週間アルバムランキング通算1位獲得作品数」歴代1位を更新、またオリコン史上初となる「1970年代、1980年代、1990年代、2000年代、2010年代、2020年代」の6年代連続でのアルバム1位を獲得、「昭和・平成・令和の3時代でのアルバム1位獲得」は史上5組目の達成となった。更に68歳9ヵ月での1位獲得となり、「アルバム1位獲得最年長アーティスト」記録において、女性アーティスト歴代1位を記録[96]。
- 10月12日 - 同日付のオリコン週間ストリーミングランキングであいみょん「マリーゴールド」が同ランキング史上初の「200週連続TOP100入り」を達成[97]。
- 10月13日 - 同日付のSpotifyのデイリーランキング「トップ50 – グローバル」にて米津玄師「KICK BACK」が47位にランクインした。同ランキングに日本のアーティストがランクインするのは史上初[98]。
- 10月14日 - 一般社団法人ライブハウスコミッション、NPO法人 日本ライブハウス協会、一般社団法人日本音楽会場協会の3団体が同日付けで「ライブホール、ライブハウスにおける新型コロナウイルス感染拡大予防ガイドライン」を改訂。規定条件をクリアした場合は会場収容率100%および観客の発声を認められるとした[99]。
- 10月18日 - 同日付のオリコン週間アルバムランキングで松任谷由実『ユーミン万歳!〜松任谷由実50周年記念ベストアルバム〜』が2週連続1位。ソロアーティストによる2週連続1位獲得は米津玄師『STRAY SHEEP』以来2年2ヶ月ぶり、女性アーティストとしては安室奈美恵『Finally』以来4年11ヵ月ぶり。松任谷由実が2週連続アルバム1位を獲得するのは『sweet,bitter sweet YUMING BALLAD BEST』以来20年11ヵ月ぶりとなった[100]。
- 10月24日 - 音楽教室で演奏される楽曲について、JASRACが著作権料を徴収できるかどうかが争われた訴訟の上告審で、最高裁判所は「生徒の演奏からは徴収できない」とする判決を下し、使用料を徴収できると主張したJASRAC側の上告を棄却した[101]。
- 10月25日 - 同日付のオリコン週間シングルランキングでSnow Man「KISSIN' MY LIPS/Stories」が107週連続でTOP50入りとなり、「週間シングルランキングTOP50入り連続週数」歴代1位を達成[102]。
- 10月26日 - Billboard JAPANは、2023年度より総合チャートBillboard Japan Hot 100からルックアップ指標およびTwitter指標の集計を廃止することを発表した[103]。
- 10月31日 - 同日付で滝沢秀明がジャニーズアイランドの代表取締役を退任。後任は井ノ原快彦[104]。

### 11月
- 11月1日 - 米シングルチャート・Billboard Hot 100において、テイラー・スウィフトのアルバム「Midnights」収録曲が1位から10位を独占。2021年度にトップ10曲中9曲を独占したドレイクの記録を上回る、チャート64年の歴史で初の記録となった[105]。
- 11月2日
  - MTV ビデオ・ミュージック・アワード・ジャパン（VMAJ）2022が開催され、SEKAI NO OWARI『Habit』が最優秀ビデオ賞を受賞した[106]。
- + 同日付のオリコン週間ストリーミングランキングでVaundy「花占い」が1億回再生を突破。自身の1億回再生は7作目となり、男性ソロアーティストでは優里を超え最多となった[107]。
- 11月4日 - King & Princeが2023年5月22日をもってメンバーの平野紫耀、岸優太、神宮寺勇太の3人が脱退し、CDデビュー5周年記念日である5月23日からは永瀬廉と高橋海人の2人での活動となることを発表した[108]。合わせて、平野と神宮寺は翌年5月23日をもって、岸は翌年秋ごろをもってそれぞれジャニーズ事務所を退所することも発表。
- 11月9日 - 同日付のオリコン週間ストリーミングランキングでOfficial髭男dism「Subtitle」がオリコン史上初の「2週連続週間再生数2000万回超え」を達成[109]。
- 11月10日 - 昨年5月に当時2歳361日でデビューを果たした「ののちゃん」こと村方乃々佳が、「アルバムをリリースした最年少ソロアーティスト」としてギネス世界記録に認定され、この日発売の書籍『ギネス世界記録2023』に掲載された[110]。
- 11月11日
  - ロックバンド・気志團のボーカルを務める綾小路翔が、自身の喉の不調を理由に2023年1月3日に日本武道館で行われるライブを最後に当面の間ライブ活動を休止することをバンド公式サイト及びTwitter、またこの日自ら出演した日本テレビ系『ZIP!』の中で表明した[111]。
  - YOSHIKI、HYDE、SUGIZO、MIYAVIが記者会見を行い、新バンド・THE LAST ROCKSTARSの結成を発表[112]。
- 11月14日 - 1973年に世界的に大ヒットした『やさしく歌って』などで知られる歌手のロバータ・フラックが、難病の「筋萎縮性側索硬化症」（ALS）により歌うことが困難であることを代理人が明らかにした。またしゃべることも困難となっているものの、音楽活動や芸術活動はこれまで通り継続するとした[113]。
- 11月15日
  - ジャニーズ事務所がコンサート開催のガイドラインを見直すことを発表。声出しを容認する意向を示した[114]。
  - 同日付のオリコン週間シングルランキングで、King & Prince「ツキヨミ/彩り」が初週売上79.2万枚を売上1位。「デビュー（1st）シングルからの連続初週売上30万枚超え作品数」2位を自己更新、「デビューシングルから11作連続初週30万枚超え」はKinKi Kids以来21年9ヵ月ぶり、史上2組目の達成[115]。
- 11月16日 - 同日付のオリコン週間ストリーミングランキングで、YOASOBI「夜に駆ける」が同ランキング史上初の累積再生数7億回を突破した[116]。
- 11月16日 - Little Glee Monsterの新メンバーオーディション「M∞NSTER AUDITION」の最終結果をTBSテレビ系『THE TIME,』生放送内で発表し、藤平美香、カマラみゆアイダ、永井結海の3名が新たに加入[117]。
- 11月19日 - 2023年春に予定しているテイラー・スウィフトの北米ツアーの先行予約に35億件の申し込みが殺到し、システム障害が発生。急遽一般販売が中止された[118]。
- 11月23日 - 同日付のオリコン週間ストリーミングランキングで、Tani Yuuki「W / X / Y」が累積再生数3億回再生突破[119]。
- 11月23日 - AKB48の岡田奈々が舞台で共演した俳優・猪野広樹との交際が同月19日に『文春オンライン』で報じられた[120]ことについて自身のTwitterにて謝罪し[121]、グループを卒業することを発表した[122][123]。
- 11月28日 - 28年続いてきた東京・吉祥寺のレコーディングスタジオGOK SOUNDが移転のため同所での営業終了[124]。
- 11月29日 - 同日付のオリコン週間シングルランキングで、米津玄師「KICK BACK」が1位を獲得。初週売上30万枚超えでの同ランキング1位獲得は令和のソロアーティストとして初めてとなった[125]。
- 11月30日 - 同日付のオリコン週間ストリーミングランキングで、米津玄師「KICK BACK」がソロアーティスト歴代最速となる7週目での1億回再生突破となった[126]。

### 12月
- 12月5日 - Yahoo!検索大賞2022においてミュージシャン部門1位でなにわ男子、楽曲部門1位で残響散歌がそれぞれ受賞した[127]。
- 12月8日
  - 歌手の愛内里菜が、無断で芸名を使用しているとして専属契約を結んでいたギザアーティストが芸名使用をやめるよう東京地方裁判所に起こしていた裁判で、同地裁はギザ側の請求を棄却する判決を下した。ギザ側は判決を不服として控訴する方針[128]。
  - 1997年の大ヒット映画『タイタニック』の主題歌「マイ・ハート・ウィル・ゴー・オン」を歌唱したことで知られる歌手のセリーヌ・ディオンが自身のInstagramにおいて、100万人に1人と言われる難病の「スティッフパーソン症候群」（神経系疾患）のため2023年2月から予定していたツアーの延期、一部中止を発表した[129][130]。
- 12月9日 - Billboard JAPANが2022年の年間チャートを発表し、Aimer「残響散歌」が総合ソングチャート「JAPAN HOT 100」の年間1位を獲得した[131]。
- 12月10日 - 第55回日本作詩大賞の最終審査会がテレビ東京本社スタジオで行われ（この模様はBSテレ東で生放送）[132]、音楽プロデューサー・作詞家の松尾潔が「帰郷」（歌唱：天童よしみ）で大賞初受賞した[133]。また作詞家のさくらちさとが「大阪ロンリネス」（歌唱：田中あいみ）で審査員特別賞を受賞した[134]。
- 12月14日 - 同日付のオリコン週間ストリーミングランキングで、なとり「Overdose」が男性ソロアーティスト歴代2位タイとなる14週での1億回再生突破となった[135]。
- 12月19日 - オリコンが2022年1月から11月までのストリーミング市場の総再生回数が1000億回を突破したことを発表[136]。
- 12月20日 - 同日付のオリコン週間シングルランキングで山下達郎「クリスマス・イブ（30th ANNIVERSARY EDITION）」が17位入り。自身の持つ「週間シングルTOP100入り連続年数」を37年連続に自己更新した[137]。
- 12月30日 - 第64回日本レコード大賞の最終審査会 兼 発表音楽会が新国立劇場中劇場にて3年ぶりの有観客で開催（この模様はTBSテレビ系全国ネット及びTBSラジオなどJRN系列の一部局で生中継）[138][139]され、SEKAI NO OWARIが「Habit」で大賞初受賞[140]。また最優秀新人賞は田中あいみが「大阪ロンリネス」で受賞[141]。総合司会は安住紳一郎（TBSアナウンサー）、有村架純（女優）の両名が務めた[142]。
- 12月31日
  - 第73回NHK紅白歌合戦が開催。2年ぶりにNHKホールでの開催、同会場では3年ぶりに有観客での開催となった[143]。また司会は大泉洋（俳優）、橋本環奈（女優）、櫻井翔（嵐、スペシャルナビゲーター名義）、桑子真帆（NHKアナウンサー）の4名が務めた[144]。
  - 2020年12月から体調不良を理由に活動を休止していたアイドルグループ・Sexy Zoneメンバーのマリウス葉がこの日東京ドームで行われた『ジャニーズカウントダウンライブ2022→2023』をもってグループを脱退、所属のジャニーズ事務所を退所すると同時に芸能界からも引退[145]。

## シングル

### IFPI グローバル・シングル・アワード
※デジタル・ダウンロード、ストリーミング数を総合し換算
1. ハリー・スタイルズ「As It Was」
2. グラス・アニマルズ「Heat Waves」
3. ザ・キッド・ラロイ, ジャスティン・ビーバー「STAY」
4. エルトン・ジョン, デュア・リパ「Cold Heart (PNAU Remix)」
5. ザ・ウィークエンド「Save Your Tears」
6. イマジン・ドラゴンズ, JID「Enemy」
7. エド・シーラン「Shivers」
8. GAYLE「abcdefu」
9. バッド・バニー, Chencho Corleone「Me Porto Bonito」
10. エド・シーラン「Bad Habits」

### Billboard Hot 100 年間TOP10
※Billboard 集計期間: 2021年11月20日 - 2022年11月12日
1. グラス・アニマルズ「Heat Waves」
2. ハリー・スタイルズ「As It Was」
3. ザ・キッド・ラロイ, ジャスティン・ビーバー「STAY」
4. アデル「Easy on Me」
5. エド・シーラン「Shivers」
6. ジャック・ハーロウ「First Class」
7. Latto「Big Energy」
8. コダック・ブラック「Super Gremlin」
9. エルトン・ジョン, デュア・リパ「Cold Heart (PNAU Remix)」

## 日本のシングル
- Billboard Japan Hot 100は、Aimer「残響散歌」が年間1位を獲得した。アニメ『鬼滅の刃』遊郭編のOPテーマに起用された当楽曲は上半期に大きな話題を呼び、ストリーミング2.7億回再生、配信47万ダウンロードで総合順位を牽引した[148]。
- ストリーミング年間1位はTani Yuuki「W/X/Y」で、3億回を超える再生回数を記録した[148]。
- YouTubeの動画再生ではSEKAI NO OWARI「Habit」が年間1位となったほか、Ado「新時代」など映画『ONE PIECE FILM RED』の関連楽曲が上位にランクインした[149]。y

### Billboard Japan Hot 100 年間TOP25
集計期間：2021年11月29日 - 2022年11月27日
1. Aimer「残響散歌」
2. Tani Yuuki「W/X/Y」
3. 優里「ベテルギウス」
4. Official髭男dism「ミックスナッツ」
5. 優里「ドライフラワー」
6. Saucy Dog「シンデレラボーイ」
7. Ado「新時代 (ウタ from ONE PIECE FILM RED)」
8. マカロニえんぴつ「なんでもないよ、」
9. back number「水平線」
10. King Gnu「一途」
11. SEKAI NO OWARI「Habit」
12. BTS「Butter」
13. King Gnu「逆夢」
14. BTS「Dynamite」
15. YOASOBI「夜に駆ける」
16. YOASOBI「群青」
17. Official髭男dism「Cry Baby」
18. Da-iCE「CITRUS」
19. 藤井風「きらり」
20. YOASOBI「怪物」
21. 優里「シャッター」
22. King Gnu「カメレオン」
23. BTS「Permission to Dance」
24. 米津玄師「M八七」
25. Ado「踊」

### オリコンシングル年間TOP25
集計期間：2021年12月27日 - 2022年12月19日（オリコンチャート）
1. King & Prince「ツキヨミ/彩り」
2. Snow Man「オレンジkiss」
3. Snow Man「ブラザービート」
4. 乃木坂46「好きというのはロックだぜ!」
5. 乃木坂46「ここにはないもの」
6. INI「I」
7. なにわ男子「The Answer/サチアレ」
8. 乃木坂46「Actually...」
9. King & Prince「TraceTrace」
10. なにわ男子「ハッピーサプライズ」
11. JO1「MIDNIGHT SUN」
12. INI「M」
13. SixTONES「わたし」
14. King & Prince「Lovin' you/踊る様に人生を。」
15. 日向坂46「僕なんか」
16. 日向坂46「月と星が踊るMidnight」
17. JO1「WANDERING」
18. SixTONES「共鳴」
19. 櫻坂46「五月雨よ」
20. SixTONES「Good Luck!/ふたり」
21. AKB48「元カレです」
22. TOMORROW X TOGETHER「GOOD BOY GONE BAD」
23. AKB48「久しぶりのリップグロス」
24. ENHYPEN「DIMENSION:閃光」
25. 米津玄師「KICK BACK」

### オリコン年間合算シングルTOP10
集計期間：2021年12月27日 - 2022年12月19日（オリコンチャート）
1. King Gnu「一途/逆夢」
2. Aimer「残響散歌/朝が来る」
3. Official髭男dism「ミックスナッツ EP」
4. King & Prince「ツキヨミ/彩り」
5. BTS「Butter (Permission to Dance)」
6. Tani Yuuki「W/X/Y」
7. INI「I」
8. Snow Man「ブラザービート」
9. Snow Man「オレンジkiss」
10. Ado「新時代」

### オリコン年間デジタルシングル（単曲）TOP10
集計期間：2021年12月27日 - 2022年12月19日（オリコンチャート）
1. Aimer「残響散歌」（2019年の米津玄師「Lemon」以来3年ぶり史上2組目となる、同一作品での「上半期・年間ランキング」1位獲得、LiSA「紅蓮華」以来2年ぶり史上2組目となる女性アーティストによる年間1位獲得）[154]
2. Official髭男dism「ミックスナッツ」
3. Ado「新時代」
4. 米津玄師「KICK BACK」
5. King Gnu「逆夢」
6. Official髭男dism「Subtitle」
7. YOASOBI「祝福」
8. King Gnu「一途」
9. 米津玄師「M八七」
10. King Gnu「カメレオン」

### オリコン年間ストリーミングTOP10
集計期間：2021年12月27日 - 2022年12月19日（オリコンチャート）
1. Tani Yuuki「W/X/Y」
2. 優里「ベテルギウス」
3. Saucy Dog「シンデレラボーイ」
4. Official髭男dism「ミックスナッツ」
5. Aimer「残響散歌」
6. Ado「新時代」
7. マカロニえんぴつ「なんでもないよ、」
8. SEKAI NO OWARI「Habit」
9. back number「水平線」
10. 優里「ドライフラワー」

### 海外で最も再生された日本の曲
集計：Spotify
1. 藤井風「死ぬのがいいわ」
2. YOASOBI「夜に駆ける」
3. SiM「The Rumbling」
4. Eve「廻廻奇譚」
5. LiSA「紅蓮華」
6. Aimer「残響散歌」
7. Teriyaki Boyz「Tokyo Drift（Fast & Furious） - From "The Fast And The Furious: Tokyo Drift" Soundtrack」
8. ヒグチアイ「悪魔の子」
9. ビッケブランカ「Black Catcher」
10. TK from 凛として時雨「unravel」

### ゴールドディスク認定
| 作品名                                                                         | 認定月     |
| ミリオン                                                                       | ミリオン   |
| ------------------------------------------------------------------------------ | ---------- |
| King & Prince「ツキヨミ/彩り」                                                 | 2022年11月 |
| 乃木坂46「ここにはないもの」                                                   | 2023年1月  |
| トリプル・プラチナ                                                             |            |
| Snow Man「ブラザービート」                                                     | 2022年3月  |
| INI「I」                                                                       | 2022年4月  |
| 乃木坂46「Actually...」                                                        | 2022年5月  |
| Snow Man「オレンジkiss」                                                       | 2022年7月  |
| INI「M」                                                                       | 2022年8月  |
| 乃木坂46「好きというのはロックだぜ!」                                          | 2022年9月  |
| ダブル・プラチナ                                                               |            |
| King & Prince「Lovin' you／踊るように人生を。」                                | 2022年4月  |
| 櫻坂46「五月雨よ」                                                             | 2022年4月  |
| なにわ男子「The Answer / サチアレ」                                            | 2022年4月  |
| ENHYPEN「DIMENSION: 閃光」                                                     | 2022年5月  |
| SixTONES「わたし」                                                             | 2022年6月  |
| 日向坂46「僕なんか」                                                           | 2022年6月  |
| AKB48「元カレです」                                                            | 2022年7月  |
| TOMORROW X TOGETHER「GOOD BOY GONE BAD」                                       | 2022年8月  |
| King & Prince「TraceTrace」                                                    | 2022年9月  |
| JO1「MIDNIGHT SUN」                                                            | 2022年10月 |
| 日向坂46「月と星が踊るMidnight」                                               | 2022年10月 |
| なにわ男子「ハッピーサプライズ」                                               | 2022年11月 |
| AKB48「久しぶりのリップグロス」                                                | 2022年12月 |
| プラチナ                                                                       |            |
| SKE48「心にFlower」                                                            | 2022年3月  |
| SixTONES「共鳴」                                                               | 2022年3月  |
| STU48「花は誰のもの？」                                                        | 2022年4月  |
| Hey! Say! JUMP「area/恋をするんだ/春玄鳥」                                     | 2022年5月  |
| 米津玄師「M八七」                                                              | 2022年5月  |
| =LOVE「あの子コンプレックス」                                                  | 2022年7月  |
| HKT48「ビーサンはなぜなくなるのか?」                                           | 2022年7月  |
| KinKi Kids「Amazing Love」                                                     | 2022年7月  |
| Kis-My-Ft2「Two as One」                                                       | 2022年8月  |
| ジャニーズWEST「星の雨」                                                       | 2022年8月  |
| Sexy Zone「Trust Me, Trust You.」                                              | 2022年9月  |
| SKE48「絶対インスピレーション」                                                | 2022年10月 |
| NiziU「CLAP CLAP」                                                             | 2022年10月 |
| ＝LOVE「Be Selfish」                                                           | 2022年11月 |
| NMB48「好きだ虫」                                                              | 2022年11月 |
| SixTONES「Good Luck!/ふたり」                                                  | 2022年11月 |
| 米津玄師「KICK BACK」                                                          | 2022年11月 |
| Kis-My-Ft2「想花」                                                             | 2022年12月 |
| NiziU「Blue Moon」                                                             | 2023年2月  |
| ゴールド                                                                       |            |
| ジャニーズWEST「黎明/進むしかねぇ」                                            | 2022年1月  |
| NMB48「恋と愛のその間には」                                                    | 2022年2月  |
| Aimer「残響散歌/朝が来る」                                                     | 2022年2月  |
| OCTPATH「IT'S A BOP」                                                          | 2022年2月  |
| KinKi Kids「高純度romance」                                                    | 2022年3月  |
| BEYOOOOONDS「英雄～笑って！ショパン先輩～／ハムカツ黙示録」                    | 2022年3月  |
| King Gnu「一途／逆夢」                                                         | 2022年4月  |
| ≠ME「チョコレートメランコリー」                                                | 2022年4月  |
| BE：FIRST「Bye-Good-Bye」                                                      | 2022年5月  |
| NEWS「LOSER/三銃士」                                                           | 2022年6月  |
| モーニング娘。'22「Chu Chu Chu 僕らの未来/大・人生 Never Been Better!」        | 2022年6月  |
| OCHA NORMA「恋のクラウチングスタート/お祭りデビューだぜ!」                     | 2022年7月  |
| 関ジャニ∞「喝采」                                                              | 2022年7月  |
| つばきファクトリー「アドレナリン・ダメ/弱さじゃないよ、恋は/アイドル天職音頭」 | 2022年7月  |
| ≠ME「す、好きじゃない！」                                                      | 2022年8月  |
| Kep1er「FLY-UP」                                                               | 2022年9月  |
| BMK「だって今日まで恋煩い」                                                    | 2022年9月  |
| IVE「ELEVEN -Japanese ver.-」                                                  | 2022年10月 |
| THE RAMPAGE from EXILE TRIBE「ツナゲキズナ」                                   | 2022年10月 |
| ボイメンエリア研究生「BURNING DANCE -バニダン-」                               | 2022年10月 |
| OCTPATH「Like」                                                                | 2022年11月 |
| JIN「The Astronaut」                                                           | 2022年11月 |
| OCHA NORMA「運命 CHACHACHACHA〜N/ウチらの地元は地球じゃん!」                   | 2022年12月 |
| ≠ME「はにかみショート」                                                        | 2022年12月 |
| モーニング娘。'22「Swing Swing Paradise/Happy birthday to Me!」                | 2022年12月 |
| NGT48「渡り鳥たちに空は見えない」                                              | 2023年2月  |
| ボイメンエリア研究生「Sleeping Beauty」                                        | 2023年2月  |

### ダウンロード認定
| 作品名                             | 認定月                         |
| プラチナ (250,000ダウンロード)     | プラチナ (250,000ダウンロード) |
| ---------------------------------- | ------------------------------ |
| Official髭男dism「ミックスナッツ」 | 2022年9月                      |
| Ado「新時代」                      | 2022年11月                     |
| Official髭男dism「Subtitle」       | 2023年1月                      |
| 米津玄師「KICK BACK」              | 2023年3月                      |
| YOASOBI「祝福」                    | 2023年7月                      |
| SEKAI NO OWARI「Habit」            | 2023年11月                     |
| 10-FEET「第ゼロ感」                | 2023年12月                     |
| ゴールド (100,000ダウンロード)     |                                |
| Aimer「朝が来る」                  | 2022年2月                      |
| King Gnu「カメレオン」             | 2022年3月                      |
| 米津玄師「M八七」                  | 2022年5月                      |
| 星野源「喜劇」                     | 2022年7月                      |
| 米津玄師「POP SONG」               | 2022年11月                     |
| Uru「それを愛と呼ぶなら」          | 2022年12月                     |
| Ado「私は最強」                    | 2023年1月                      |
| Mrs. GREEN APPLE「ダンスホール」   | 2023年2月                      |
| back number「アイラブユー」        | 2023年3月                      |
| yama「色彩」                       | 2023年3月                      |
| さユり「花の塔」                   | 2023年7月                      |
| Travis Japan「JUST DANCE!」        | 2023年11月                     |
| Da-iCE「スターマイン」             | 2024年3月                      |
| 優里「レオ」                       | 2024年4月                      |
| Mrs. GREEN APPLE「Soranji」        | 2025年2月                      |

### ストリーミング認定
| 作品名                                                                 | 認定月                                   |
| ダイヤモンド (500,000,000ストリーミング)                               | ダイヤモンド (500,000,000ストリーミング) |
| ---------------------------------------------------------------------- | ---------------------------------------- |
| Official髭男dism「Subtitle」                                           | 2024年1月                                |
| Mrs. GREEN APPLE「ダンスホール」                                       | 2024年12月                               |
| トリプル・プラチナ (300,000,000ストリーミング)                         |                                          |
| Ado「新時代」                                                          | 2023年4月                                |
| Official髭男dism「ミックスナッツ」                                     | 2023年4月                                |
| 米津玄師「KICK BACK」                                                  | 2023年9月                                |
| SEKAI NO OWARI「Habit」                                                | 2024年1月                                |
| なとり「Overdose」                                                     | 2024年5月                                |
| Mrs. GREEN APPLE「Soranji」                                            | 2024年7月                                |
| Ado「私は最強」                                                        | 2024年9月                                |
| YOASOBI「祝福」                                                        | 2025年1月                                |
| Novelbright「愛とか恋とか」                                            | 2025年1月                                |
| ダブル・プラチナ (200,000,000ストリーミング)                           |                                          |
| 優里「レオ」                                                           | 2023年10月                               |
| King Gnu「カメレオン」                                                 | 2023年11月                               |
| Ado「逆光」                                                            | 2024年1月                                |
| back number「アイラブユー」                                            | 2024年1月                                |
| 10-FEET「第ゼロ感」                                                    | 2024年1月                                |
| NewJeans「Ditto」                                                      | 2024年3月                                |
| Mrs. GREEN APPLE「ブルーアンビエンス feat.asmi」                       | 2024年10月                               |
| Ado「ウタカタララバイ」                                                | 2025年2月                                |
| Mrs. GREEN APPLE「私は最強」                                           | 2025年4月                                |
| プラチナ (100,000,000ストリーミング)                                   |                                          |
| INI「CALL 119」                                                        | 2022年6月                                |
| Kep1er「WA DA DA」                                                     | 2022年10月                               |
| BE:FIRST「Bye-Good-Bye」                                               | 2022年10月                               |
| wacci「恋だろ」                                                        | 2023年2月                                |
| 幾田りら「スパークル」                                                 | 2023年4月                                |
| Vaundy「恋風邪にのせて」                                               | 2023年4月                                |
| LE SSERAFIM「ANTIFRAGILE」                                             | 2023年5月                                |
| 星野源「喜劇」                                                         | 2023年6月                                |
| NAYEON「POP!」                                                         | 2023年7月                                |
| Da-iCE「スターマイン」                                                 | 2023年8月                                |
| NewJeans「Hype Boy」                                                   | 2023年8月                                |
| Vaundy「裸の勇者」                                                     | 2023年8月                                |
| LE SSERAFIM「FEARLESS」                                                | 2023年8月                                |
| 水曜日のカンパネラ「エジソン」                                         | 2023年10月                               |
| Uru「それを愛と呼ぶなら」                                              | 2023年10月                               |
| back number「ベルベットの詩」                                          | 2023年10月                               |
| TWICE「Talk that Talk」                                                | 2023年10月                               |
| ヤングスキニー「本当はね、」                                           | 2023年10月                               |
| King Gnu「雨燦々」                                                     | 2023年12月                               |
| Ado「Tot Musica」                                                      | 2023年12月                               |
| MAISONdes「トウキョウ・シャンディ・ランデヴ feat. 花譜, ツミキ」       | 2023年12月                               |
| 藤井風「ガーデン」                                                     | 2024年1月                                |
| Vaundy「CHAINSAW BLOOD」                                               | 2024年1月                                |
| TWICE「Celebrate」                                                     | 2024年2月                                |
| Ado「風のゆくえ」                                                      | 2024年2月                                |
| Stray Kids「CASE 143」                                                 | 2024年2月                                |
| imase「NIGHT DANCER」                                                  | 2024年3月                                |
| BUMP OF CHICKEN「SOUVENIR」                                            | 2024年4月                                |
| 米津玄師「M八七」                                                      | 2024年8月                                |
| NewJeans「Attention」                                                  | 2024年8月                                |
| Mrs. GREEN APPLE「ニュー・マイ・ノーマル」                             | 2024年9月                                |
| Ado「心という名の不可解」                                              | 2024年10月                               |
| RADWIMPS「カナタハルカ」                                               | 2025年1月                                |
| FRUITS ZIPPER「わたしの一番かわいいところ」                            | 2025年1月                                |
| Creepy Nuts×Ayase×幾田りら「ばかまじめ」                               | 2025年1月                                |
| ずっと真夜中でいいのに。「残機」                                       | 2025年4月                                |
| Creepy Nuts「堕天」                                                    | 2025年4月                                |
| ゴールド (50,000,000ストリーミング)                                    |                                          |
| BTS「Yet To Come」                                                     | 2022年10月                               |
| Ado「世界のつづき」                                                    | 2022年12月                               |
| BUMP OF CHICKEN「クロノスタシス」                                      | 2023年1月                                |
| INI「Password」                                                        | 2023年2月                                |
| RADWIMPS「うるうびと」                                                 | 2023年2月                                |
| 8LOOM「Melody」                                                        | 2023年3月                                |
| 優里「ミズキリ」                                                       | 2023年3月                                |
| RADWIMPS「すずめ feat. 十明」                                          |                                          |
| BLACKPINK「Pink Venom」                                                | 2023年4月                                |
| yama「色彩」                                                           | 2023年4月                                |
| 緑黄色社会「キャラクター」                                             | 2023年5月                                |
| あいみょん「初恋が泣いている」                                         | 2023年6月                                |
| ano「ちゅ、多様性。」                                                  | 2023年6月                                |
| Official髭男dism「Anarchy」                                            | 2023年6月                                |
| 藤井風「grace」                                                        | 2023年6月                                |
| Stray Kids「MANIAC」                                                   | 2023年7月                                |
| 藤井風「まつり」                                                       | 2023年7月                                |
| 有華「Partner」                                                        | 2023年7月                                |
| 藤井風「damn」                                                         | 2023年8月                                |
| YOASOBI「ミスター」                                                    | 2023年8月                                |
| BLACKPINK「Shut Down」                                                 | 2023年9月                                |
| チャーリー・プース「レフト・アンド・ライト feat.Jung Kook」            | 2023年10月                               |
| さユり「花の塔」                                                       | 2023年10月                               |
| 平井大「栄光の扉」                                                     | 2023年10月                               |
| ヒグチアイ「悪魔の子」                                                 | 2023年11月                               |
| Vaundy「おもかげ -self cover-」                                        | 2023年11月                               |
| チャーリー・プース「アイ・ドント・シンク・ザット・アイ・ライク・ハー」 | 2023年11月                               |
| 結束バンド「青春コンプレックス」                                       | 2023年11月                               |
| 米津玄師「POP SONG」                                                   | 2023年12月                               |
| (G)I-DLE「TOMBOY」                                                     | 2023年12月                               |
| SEVENTEEN「Darl+ing」                                                  | 2023年12月                               |
| SEVENTEEN「HOT」                                                       | 2023年12月                               |
| YOASOBI「好きだ」                                                      | 2023年12月                               |
| 優里「クリスマスイブ」                                                 | 2023年12月                               |
| ワンリパブリック「アイ・エイント・ウォーリード」                       | 2024年1月                                |
| XG「MASCARA」                                                          | 2024年1月                                |
| NewJeans「Cookie」                                                     | 2024年1月                                |
| あいみょん「3636」                                                     | 2024年2月                                |
| King Gnu「Stardom」                                                    | 2024年2月                                |
| 結束バンド「ギターと孤独と蒼い惑星」                                   | 2024年3月                                |
| PEOPLE 1「DOGLAND」                                                    | 2024年4月                                |
| 優里「メリーゴーランド」                                               | 2024年4月                                |
| マルシィ「未来図」                                                     | 2024年5月                                |
| 結束バンド「星座になれたら」                                           | 2024年5月                                |
| BTS「Run BTS」                                                         | 2024年6月                                |
| Ado「リベリオン」                                                      | 2024年6月                                |
| 8LOOM「Come Again」                                                    | 2024年6月                                |
| Vaundy「mabataki」                                                     | 2024年7月                                |
| aespa「Girls」                                                         | 2024年8月                                |
| BE：FIRST「Betrayal Game」                                             | 2024年9月                                |
| THE BEAT GARDEN「Start Over」                                          | 2024年9月                                |
| 8LOOM「君の花になる」                                                  | 2024年9月                                |
| 優里「タイムマシン」                                                   | 2024年11月                               |
| ヨルシカ「左右盲」                                                     | 2024年12月                               |
| ずっと真夜中でいいのに。「綺羅キラー feat.Mori Calliope」              | 2025年1月                                |
| ハリー・スタイルズ「As It Was」                                        | 2025年1月                                |
| 宇多田ヒカル「First Love (2022 Mix)」                                  | 2025年3月                                |
| Vaundy「瞳惚れ」                                                       | 2025年3月                                |
| (G)I-DLE「Nxde」                                                       | 2025年3月                                |
| guca owl「DIFFICULT」                                                  | 2025年4月                                |
| あいみょん「双葉」                                                     | 2025年4月                                |

## アルバム

### IFPI グローバル・アルバム・アワード
※フィジカル、デジタル・ダウンロード、ストリーミングのデータを集計
1. バッド・バニー「Un Verano Sin Ti」
2. テイラー・スウィフト「Midnights」
3. ハリー・スタイルズ「Harry’s House」
4. BTS「Proofo」
5. Encanto Cast「Encanto OST」
6. Stray Kids「MAXIDENT」
7. SEVENTEEN「Face the Sun」
8. BLACKPINK「BORN PINK」
9. オリヴィア・ロドリゴ「Sour」
10. エド・シーラン「=」

## 日本のアルバム

### Hot Albums 年間TOP10
集計期間：2021年11月29日 - 2022年11月27日（Billboard JAPAN）
1. Snow Man「Snow Labo. S2」
2. なにわ男子「1st Love」
3. Ado「ウタの歌 ONE PIECE FILM RED」
4. SEVENTEEN「DREAM」
5. SixTONES「CITY」
6. BTS「Proof」
7. King & Prince「Made in」
8. SEVENTEEN「Face the Sun」
9. Ado「狂言」
10. 松任谷由実「ユーミン万歳！～松任谷由実50周年記念ベストアルバム～」

### オリコンアルバム年間TOP25
集計期間：2021年12月27日 - 2022年12月19日（オリコンチャート）
1. Snow Man「Snow Labo. S2」（嵐以来13年ぶりとなる「年間シングル・アルバムの両ランキング1位獲得」を達成）[159]
2. なにわ男子「1st Love」
3. SEVENTEEN「SEVENTEEN JAPAN 1ST EP 「DREAM」」
4. BTS「Proof」
5. SixTONES「CITY」
6. King & Prince「Made in」
7. SEVENTEEN「SEVENTEEN 4th AlbuM「Face the Sun」」
8. 松任谷由実「ユーミン万歳!」
9. 乃木坂46「Time Flies」
10. Ado「ウタの歌 ONE PIECE FILM RED」
11. SEVENTEEN「SEVENTEEN 4th Album Repackage 「SECTOR 17」」
12. JO1「KIZUNA」
13. ENHYPEN「定め」
14. 山下達郎「SOFTLY」
15. Ado「狂言」
16. Mr.Children「Mr.Children 2015-2021 & NOW」
17. Mr.Children「Mr.Children 2011-2015」
18. ジャニーズWEST「Mixed Juice」
19. 藤井風「LOVE ALL SERVE ALL」
20. Hey! Say! JUMP「FILMJUMP」
21. 桑田佳祐「いつも何処かで」
22. B’z「Highway X」
23. BE:FIRST「BE:1」
24. TOMORROW X TOGETHER「minisode 2: Thursday's Child」
25. Sexy Zone「ザ・ハイライト」

### オリコン合算アルバム年間TOP10
集計期間：2021年12月27日 - 2022年12月19日（オリコンチャート）
1. Snow Man「Snow Labo. S2」
2. なにわ男子「1st Love」
3. Ado「ウタの歌 ONE PIECE FILM RED」
4. BTS「Proof」
5. SEVENTEEN「SEVENTEEN JAPAN 1ST EP 「DREAM」」
6. SixTONES「CITY」
7. King & Prince「Made in」
8. SEVENTEEN「SEVENTEEN 4th AlbuM「Face the Sun」」
9. Ado「狂言」
10. 松任谷由実「ユーミン万歳!」

### オリコン年間デジタルアルバムTOP10
集計期間：2021年12月27日 - 2022年12月19日（オリコンチャート）
1. Ado「ウタの歌 ONE PIECE FILM RED」
2. Ado「狂言」（年間ランキングの1位、2位独占は2017年のMr.Children以来5年ぶり史上2組目。ソロアーティストでは史上初の達成）
3. YOASOBI「THE BOOK 2」
4. 宇多田ヒカル「BADモード」
5. 優里「壱」
6. 藤井風「LOVE ALL SERVE ALL」
7. BTS「Proof」
8. 松任谷由実「ユーミン万歳!」
9. YOASOBI「THE BOOK」
10. サウンドトラック「トップガン マーヴェリック (オリジナル・サウンドトラック)」

### ゴールドディスク認定
| 作品名                                                             | 認定月     |
| ミリオン                                                           | ミリオン   |
| ------------------------------------------------------------------ | ---------- |
| Snow Man「Snow Labo. S2」                                          | 2022年9月  |
| SEVENTEEN「SEVENTEEN JAPAN 1ST EP 「DREAM」」                      | 2023年1月  |
| トリプル・プラチナ                                                 |            |
| なにわ男子「1st Love」                                             | 2022年7月  |
| ダブル・プラチナ                                                   |            |
| SixTONES「CITY」                                                   | 2022年1月  |
| King & Prince「Made in」                                           | 2022年6月  |
| SEVENTEEN「SEVENTEEN 4th Album「Face the Sun」」                   | 2022年6月  |
| BTS「Proof」                                                       | 2022年6月  |
| 松任谷由実「ユーミン万歳!」                                        | 2023年2月  |
| プラチナ                                                           |            |
| Ado「狂言」                                                        | 2022年2月  |
| 藤井風「LOVE ALL SERVE ALL」                                       | 2022年3月  |
| JO1「KIZUNA」                                                      | 2022年5月  |
| Mr.Children「Mr.Children 2011-2015」                               | 2022年5月  |
| Mr.Children「Mr.Children 2015-2021 & NOW」                         | 2022年5月  |
| 山下達郎「SOFTLY」                                                 | 2022年7月  |
| Ado「ウタの歌 ONE PIECE FILM RED」                                 | 2022年8月  |
| Stray Kids「CIRCUS」                                               | 2022年8月  |
| SEVENTEEN「SEVENTEEN 4th Album Repackage 「SECTOR 17」」           | 2022年8月  |
| ENHYPEN「定め」                                                    | 2022年10月 |
| INI「Awakening」                                                   | 2022年12月 |
| ゴールド                                                           |            |
| ENHYPEN「DIMENSION: ANSWER」                                       | 2022年1月  |
| 木村拓哉「Next Destination」                                       | 2022年1月  |
| 莉犬「シャッターチャンス!」                                        | 2022年1月  |
| 宇多田ヒカル「BADモード」                                          | 2022年2月  |
| 優里「壱」                                                         | 2022年2月  |
| KAT-TUN「Honey」                                                   | 2022年3月  |
| ジャニーズWEST「Mixed Juice」                                      | 2022年3月  |
| シェリル・ランカ・ワルキューレ「デカルチャー!! ミクスチャー!!!!!」 | 2022年4月  |
| TWICE「#TWICE4」                                                   | 2022年4月  |
| ENHYPEN「BORDER: DAY ONE」                                         | 2022年5月  |
| TOMORROW X TOGETHER「minisode 2: Thursday's Child」                | 2022年5月  |
| Sexy Zone「ザ・ハイライト」                                        | 2022年6月  |
| 小田和正「early summer 2022」                                      | 2022年7月  |
| TWICE「Celebrate」                                                 | 2022年7月  |
| ENHYPEN「MANIFESTO : DAY 1」                                       | 2022年7月  |
| あいみょん「瞳へ落ちるよレコード」                                 | 2022年8月  |
| 浦島坂田船「L∞VE」                                                 | 2022年8月  |
| 櫻坂46「As you know?」                                             | 2022年8月  |
| NEWS「音楽」                                                       | 2022年8月  |
| B’z「Highway X」                                                   | 2022年8月  |
| BE:FIRST「BE:1」                                                   | 2022年8月  |
| Hey! Say! JUMP「FILMJUMP」                                         | 2022年8月  |
| ONE OK ROCK「Luxury Disease」                                      | 2022年9月  |
| 桑田佳祐「いつも何処かで」                                         | 2022年11月 |
| &TEAM「First Howling：ME」                                         | 2022年12月 |
| すとぷり「Here We Go!!」                                           | 2022年12月 |
| TREASURE「THE SECOND STEP：CHAPTER TWO」                           | 2023年1月  |
| 結束バンド「結束バンド」                                           | 2023年1月  |
| 吉田拓郎「ah-面白かった」                                          | 2023年1月  |

## 日本のDVD・Blu-ray

### ゴールドディスク認定
| 作品名                                                               | 認定月     |
| プラチナ                                                             | プラチナ   |
| -------------------------------------------------------------------- | ---------- |
| King & Prince「King & Prince CONCERT TOUR 2021 〜Re:Sense〜」        | 2022年1月  |
| なにわ男子「なにわ男子 First Arena Tour 2021 #なにわ男子しか勝たん」 | 2022年3月  |
| Snow Man「Snow Man LIVE TOUR 2021 Mania」                            | 2022年5月  |
| SixTONES「Feel da CITY」                                             | 2022年9月  |
| ゴールド                                                             |            |
| Sexy Zone「Sexy Zone Anniversary Tour 2021 SZ10TH」                  | 2022年1月  |
| V6「LIVE TOUR V6 groove」                                            | 2022年4月  |
| 関ジャニ∞「KANJANI'S Re:LIVE 8BEAT」                                 | 2022年5月  |
| ジャニーズWEST「ジャニーズWEST LIVE TOUR 2021 rainboW」              | 2022年5月  |
| BTS「BTS 2021 MUSTER SOWOOZOO」                                      | 2022年6月  |
| Various Artists「Johnny's Festival 〜Thank you 2021 Hello 2022〜」   | 2022年7月  |
| BTS「BTS Memories of 2021」                                          | 2022年9月  |
| 関ジャニ∞「KANJANI∞ STADIUM LIVE 18祭」                              | 2022年11月 |
| ジャニーズWEST「ジャニーズWEST LIVE TOUR 2022 Mixed Juice」          | 2022年11月 |
| BTS「BTS WORLD TOUR ‘LOVE YOURSELF : SPEAK YOURSELF’ ［THE FINAL］」 | 2022年12月 |

## カラオケ (日本のデータ)

### DAM 年間TOP30
集計期間：2022年1月1日～2022年11月19日
1. 優里「ドライフラワー」
2. Saucy Dog「シンデレラボーイ」
3. あいみょん「マリーゴールド」
4. back number「水平線」
5. DISH//「猫」
6. 高橋洋子「残酷な天使のテーゼ」
7. Da-iCE「CITRUS」
8. 優里「ベテルギウス」
9. 川崎鷹也「魔法の絨毯」
10. Aimer「残響散歌」
11. 菅田将暉「さよならエレジー」
12. マカロニえんぴつ「なんでもないよ、」
13. YOASOBI「夜に駆ける」
14. Ado「うっせぇわ」
15. Official髭男dism「ミックスナッツ」
16. Official髭男dism「Cry Baby」
17. MONGOL800「小さな恋のうた」
18. Official髭男dism「Pretender」
19. スキマスイッチ「奏(かなで)」
20. Tani Yuuki「W/X/Y」
21. Ado「新時代 (ウタ from ONE PIECE FILM RED)」
22. LiSA「炎」
23. スピッツ「チェリー」
24. 菅田将暉「虹」
25. 米津玄師「Lemon」
26. バルーン「シャルル」
27. 中島みゆき「糸」
28. 一青窈「ハナミズキ」
29. 椎名林檎「丸の内サディスティック」
30. 優里「シャッター」

## 各チャート
- オリコン
  - Template:オリコン週間シングルチャート第1位 2022年
  - Template:オリコン週間アルバムチャート第1位 2022年
  - Template:オリコン週間合算シングルチャート第1位 2022年
  - Template:オリコン週間合算アルバムチャート第1位 2022年
  - Template:オリコン週間デジタルシングルチャート第1位 2022年
  - Template:オリコン週間デジタルアルバムチャート第1位 2022年
  - Template:オリコン週間演歌・歌謡シングルチャート第1位 2022年
  - Template:オリコン週間DVD音楽チャート第1位 2022年
  - Template:オリコン週間DVD総合チャート第1位 2022年
  - Template:オリコン週間BD音楽チャート第1位 2022年
  - Template:オリコン週間BD総合チャート第1位 2022年
  - Template:オリコン週間DVD・BDミュージックチャート第1位 2022年
- Billboard JAPAN
  - 2022年Billboard Japan Hot 100シングル1位の一覧
  - Template:Billboard JAPANシングル・チャート「Billboard JAPAN Hot 100」第1位 2022年
  - Template:Billboard JAPANアルバム・チャート「Billboard JAPAN Hot Albums」第1位 2022年
  - Template:Billboard JAPANアニメ楽曲・チャート「Hot Animation」第1位 2022年
  - Template:Billboard JAPANストリーミング・チャート「Billboard Japan Streaming Songs」第1位 2022年
  - Template:Billboard JAPANダウンロード・ソング・チャート「Billboard Japan Download Songs」第1位 2022年
  - Template:Billboard JAPANダウンロード・アルバム・チャート「Billboard Japan Download Albums」第1位 2022年
  - Template:Billboard JAPANシングル・セールス・チャート「Billboard JAPAN Top Singles」第1位 2022年
  - Template:Billboard JAPANアルバム・セールス・チャート「Billboard JAPAN Top Albums」第1位 2022年
  - Template:Billboard JAPANアルバム・セールス・チャート「Billboard JAPAN Top Albums」第1位 2022年
  - Template:Billboard JAPAN新人アーティストチャート「Heatseekers Songs」第1位 2022年
  - Template:Billboard JAPAN作詞家チャート「Hot 100 Lyricists」第1位 2022年

## イベント
| 開催予定日                        | タイトル                                                          |
| --------------------------------- | ----------------------------------------------------------------- |
| 1月2日・23日                      | TOKYO IDOL PROJECT×@JAM ニューイヤープレミアムパーティ2022        |
| 1月4日                            | 声優紅白歌合戦 2022                                               |
| 1月8日                            | Sony Music AnimeSongs ONLINE 2022                                 |
| 1月8日・9日                       | シンサカエマコッツサーキット2022〜SSMC2022〜                      |
| 1月9日                            | ARIM FES 2022                                                     |
| 1月15日・29日・2月5日・23日・27日 | HIGH FIVE 2022                                                    |
| 1月16日                           | 爆裂洗髪祭2022                                                    |
| 1月16日                           | It's a beautiful day –Keep on ASAGIRI JAMMIN'–                    |
| 1月21日・22日・23日               | リスアニ!LIVE 2022                                                |
| 1月22日・23日・2月6日             | uP!!! SPECIAL LIVE HOLIC extra 2022                               |
| 1月22日・23日                     | WIRED X                                                           |
| 1月23日                           | ハチ北ミュージックフェス2022 -WINTER EDITION-                     |
| 1月23日                           | DIAMOND FES 2022 HAPPY NEW YEAR HIPHOP ARTIST                     |
| 1月29日・30日                     | YAMAZIKAZE MUSIC FES 2021                                         |
| 1月31日                           | DIAMOND FES 2022 MIXTURE                                          |
| 2月5日                            | FUKUOKA MUSIC FES.                                                |
| 2月5日・6日                       | でらロックフェスティバル 2022                                     |
| 2月7日                            | BEAMS MUSIC FESTIVAL 2022 『BE FES!!』                            |
| 2月11日・12日                     | BAYCAMP 202202                                                    |
| 2月12日                           | MUSASHI ROCK FESTIVAL 2022                                        |
| 2月17日・18日・19日               | 908 FESTIVAL 2021＋1                                              |
| 2月19日                           | FMNagasaki Riverside Jamboree DEJIMA ROCKS 2022                   |
| 3月4日                            | F.C.TOKYO MUSIC FESTIVAL 2022 〜青赤歌合戦〜                      |
| 3月5日                            | 見放題東京2022                                                    |
| 3月5日                            | Slow LIVE’22 Spring in 日比谷野外大音楽堂                         |
| 3月12日・13日                     | IDORISE!! FESTIVAL 2022                                           |
| 3月12日・13日                     | TENJIN ONTAQ 2022                                                 |
| 3月19日                           | ビクターロック祭り 2022                                           |
| 3月19日・20日                     | SANUKI ROCK COLOSSEUM 2022                                        |
| 3月19日・20日                     | ニューロック計画! 2022                                            |
| 3月20日                           | ツタロックフェス2022                                              |
| 3月26日・27日                     | IMAIKE GO NOW 2022                                                |
| 3月28日                           | MOSHIFES. 2022                                                    |
| 4月2日・3日                       | 第二回 木梨フェス 大音楽会                                        |
| 4月2日・3日                       | SYNCHRONICITY'22                                                  |
| 4月2日・3日                       | YON FES 2022                                                      |
| 4月15日・16日・17日               | I ROCKS 2022 stand by LACCO TOWER                                 |
| 4月16日                           | トアロード・アコースティック・フェスティバル2022                  |
| 4月23日                           | 下北沢にて'22-春-                                                 |
| 4月28日                           | This Summer Festival 2022                                         |
| 4月29日・30日・5月1日             | ARABAKI ROCK FEST.22                                              |
| 4月30日・5月1日・2日・3日・4日    | VIVA LA ROCK 2022                                                 |
| 5月1日・3日・4日・5日・7日        | JAPAN JAM 2022                                                    |
| 5月3日・4日                       | 第24回高槻ジャズストリート                                        |
| 5月5日・7日・8日                  | OTODAMA’22～音泉魂～                                              |
| 5月13日・14日・15日               | CIRCLE '22                                                        |
| 5月14日・15日                     | SWEET LOVE SHOWER SPRING 2022                                     |
| 5月14日・15日・21日・22日         | METROPOLITAN ROCK FESTIVAL 2022                                   |
| 5月21日・22日                     | ACO CHiLL CAMP 2022                                               |
| 5月21日・22日                     | POP YOURS                                                         |
| 5月22日                           | COMING KOBE22                                                     |
| 5月27日・28日・29日               | 森、道、市場 2022                                                 |
| 5月28日                           | FM802 MEET THE WORLD BEAT 2022                                    |
| 5月28日・29日                     | @JAM 2022                                                         |
| 5月28日・29日                     | FFKT 2022                                                         |
| 5月28日・29日                     | GREENROOM FESTIVAL'22                                             |
| 5月28日・29日                     | NOISEMAKER PRESENTS KITAKAZE ROCK FES. 2022                       |
| 6月4日・5日                       | SATANIC CARNIVAL 2022                                             |
| 6月4日・5日                       | 頂 -ITADAKI- 2022                                                 |
| 6月4日・5日                       | SAKAE SP-RING 2022                                                |
| 6月4日・5日                       | 日比谷音楽祭2022                                                  |
| 6月18日・19日                     | LOVE MUSIC FESTIVAL 2022                                          |
| 6月18日・19日                     | YATSUI FESTIVAL! 2022                                             |
| 6月25日・26日                     | DEAD POP FESTiVAL 2022                                            |
| 6月26日                           | ネコフェス2022 -KUDAKENEKO ROCK FESTIVAL-                         |
| 7月2日〜10日                      | 京都大作戦 2022                                                   |
| 7月16日                           | FREEDOM NAGOYA 2022 -EXPO-                                        |
| 7月16日・17日                     | 焼來肉ロックフェス2022                                            |
| 7月17日・18日                     | NUMBER SHOT 2022                                                  |
| 7月23日・24日                     | LuckyFM Green Festival 2022                                       |
| 7月23日・24日                     | MURO FESTIVAL 2022                                                |
| 7月29日・30日・31日               | FUJI ROCK FESTIVAL '22                                            |
| 7月29日・30日・31日               | OGA NAMAHAGE ROCK FESTIVAL VOL.11                                 |
| 8月6日・7日・11日・12日・13日     | ROCK IN JAPAN FESTIVAL 2022                                       |
| 8月5日・6日・7日                  | TOKYO IDOL FESTIVAL 2022                                          |
| 8月11日                           | EAT THE ROCK 2022 -竜王食音祭-                                    |
| 8月12日・13日                     | RISING SUN ROCK FESTIVAL 2022 in EZO                              |
| 8月20日・21日                     | @JAM EXPO 2022                                                    |
| 8月20日・21日                     | SUMMER SONIC 2022                                                 |
| 8月20日・21日                     | MONSTER baSH 2022                                                 |
| 8月20日・21日                     | Sky Jamboree 2022 〜one pray in nagasaki〜                        |
| 8月23日・24日                     | Talking Rock! FES.2022                                            |
| 8月26日・27日・28日               | SPACE SHOWER SWEET LOVE SHOWER 2022                               |
| 8月27日                           | 音楽と髭達 2022                                                   |
| 8月27日                           | THEラブ人間決起集会「下北沢にて'22-夏-」                          |
| 8月27日・28日                     | RUSH BALL 2022                                                    |
| 9月3日・4日                       | 1CHANCE FESTIVAL 2022                                             |
| 9月3日・4日                       | JOIN ALIVE 2022                                                   |
| 9月6日                            | 黒フェス2022〜白黒歌合戦〜                                        |
| 9月10日・11日                     | HEY-SMITH Presents OSAKA HAZIKETEMAZARE FESTIVAL 2022             |
| 9月10日・11日                     | 定禅寺ストリートジャズフェスティバル                              |
| 9月10日・11日                     | 風とロック芋煮会 2022 風とロック イモニー号                       |
| 9月17日                           | WILD BUNCH FEST.2022                                              |
| 9月17日・18日                     | 秋田CARAVAN MUSIC FES 2022                                        |
| 9月17日・18日                     | イナズマロックフェス 2022                                         |
| 9月17日・18日・19日               | New Acoustic Camp 2022 〜わらう、うたう、たべる、ねっころがる。〜 |
| 9月17日・18日・19日               | 氣志團万博 2022 〜房総魂〜                                        |
| 9月17日・18日・19日               | TOKYO CALLING 2022                                                |
| 9月18日                           | 鬱フェス2022                                                      |
| 9月22日・23日                     | ロックロックこんにちは! Ver.24                                    |
| 9月23日                           | 908 FESTIVAL 2022                                                 |
| 9月23日                           | いしがきMUSIC FESTIVAL 2022                                       |
| 9月23日・24日・25日               | 中津川 THE SOLAR BUDOKAN 2022                                     |
| 9月23日・24日・25日               | りんご音楽祭 2022                                                 |
| 9月23日・24日・25日               | テレビ朝日ドリームフェスティバル 2022                             |
| 9月25日                           | Augusta Camp 2022 〜Office Augusta 30th Anniversary〜             |
| 9月30日                           | エガフェス 2022                                                   |
| 10月1日                           | MEGA★ROCKS 2022                                                   |
| 10月1日・2日                      | ぴあ 50thAnniversary PIA MUSIC COMPLEX 2022                       |
| 10月7日・8日・9日                 | 長岡 米百俵フェス 〜花火と食と音楽と〜 2022                       |
| 10月8日・9日                      | 朝霧JAM'22                                                        |
| 10月8日・9日・10日                | Eggs presents FM802 MINAMI WHEEL 2022                             |
| 10月9日                           | 京都音楽博覧会2022 in 梅小路公園                                  |
| 10月15日・16日                    | ギュウ農フェス秋のSP2022 お台場2days -Field of Dreams-            |
| 11月5日・6日                      | バズリズム LIVE 2022                                              |
| 11月26日・27日                    | SACRA MUSIC FES. 2022 -5th Anniversary-                           |
| 11月26日・27日                    | SAITAMA ROCK FESTIVAL "SAI" 2022                                  |
| 12月3日                           | 下北沢にて'22                                                     |
| 12月9日・10日・11日               | 年末調整GIG 2022                                                  |
| 12月17日・18日                    | ポルノ超特急 2022                                                 |
| 12月17日・18日                    | MERRY ROCK PARADE 2022                                            |
| 12月25日・26日・27日・28日        | FM802 ROCK FESTIVAL RADIO CRAZY 2022                              |
| 12月28日・29日・30日・31日        | COUNTDOWN JAPAN 22/23                                             |
| 12月31日                          | 第73回NHK紅白歌合戦                                               |

### 中止・延期となったイベント
| 開催予定日         | タイトル                                    |
| ------------------ | ------------------------------------------- |
| 4月9日・10日       | KNOTFEST JAPAN 2020 再振替公演（※再々延期） |
| 9月18日・19日      | WILD BUNCH FEST.2022                        |
| 9月19日            | イナズマロックフェス2022・3日目             |
| 10月8日・9日・10日 | THE GREAT SATSUMANIAN HESTIVAL 2022         |

### 日本武道館公演
- 1月2日 - 清水ミチコ
- 1月3日 - ニューロティカ
- 1月4日 - ハラミちゃん（二部制）
- 1月6日・7日 - 浜田省吾
- 1月9日 - 和楽器バンド
- 1月12日 - エレファントカシマシ
- 1月21日・22日・23日 - リスアニ!LIVE 2022
- 1月25日・26日・29日・30日 - サカナクション
- 2月5日 - 清木場俊介
- 2月8日・9日 - 高橋優
- 2月10日 - MY FIRST STORY
- 2月11日 - MOROHA
- 2月12日 - PassCode
- 2月15日・16日 - マカロニえんぴつ
- 2月18日・19日 - 908 FESTIVAL 2021+1
- 2月20日 - 変態紳士クラブ
- 2月23日 - CHEMISTRY
- 2月24日 - SHE'S
- 3月3日 - 女王蜂
- 3月4日 - JMS & THE NINTH APOLLO pre.「今日も最初で最後。」
- 3月13日 - THE COLLECTORS
- 3月14日 - Awich
- 3月27日 - Ms.OOJA
- 3月30日 - 神使轟く、激情の如く。
- 4月16日・17日 - 虹のコンキスタドール
- 4月19日・20日 - LiSA
- 6月9日・10日 - Saucy Dog
- 4月22日 - スカイピース
- 4月23日 - AK-69
- 4月25日 - BEYOOOOONDS
- 5月2日・3日 - すとぷり（二部制）
- 5月15日 - ももいろクローバーZ
- 5月16日 - つばきファクトリー
- 5月21日 - iCON Z 〜Dreams For Children〜
- 5月26日 - DA PUMP
- 5月30日 - Juice=Juice
- 6月9日・10日 - Saucy Dog
- 6月15日 - アンジュルム
- 6月20日 - モーニング娘。'22
- 6月23日・24日 - Novelbright
- 6月30日 - オフコース・クラシックス・コンサート
- 7月8日・9日 - SHINee
- 7月11日 - 藤井フミヤ
- 7月13日・14日 - 松田聖子
- 7月20日・21日 - UVERworld
- 8月13日 - めいちゃん（二部制）
- 8月25日 - ヤバイTシャツ屋さん
- 8月26日・27日 - LUNA SEA
- 8月29日・30日 - Eve
- 9月2日・3日 - 松田聖子
- 9月8日・9日 - Vaundy
- 9月14日 - 26時のマスカレイド
- 9月16日・17日 - 緑黄色社会[163]
- 9月23日 - 908 FESTIVAL
- 9月24日 - KICK THE CAN CREW
- 9月30日 - go!go!vanillas
- 10月5日・6日 - FTISLAND
- 10月7日・8日・9日 - AKB48
- 10月11日 - SOPHIA[164]
- 10月14日・16日・18日 - ノラ・ジョーンズ
- 10月19日 - きゃりーぱみゅぱみゅ
- 10月21日・22日・23日 - MISIA
- 10月25日・26日・29日・30日 - Official髭男dism
- 11月1日 - indigo la End
- 11月4日 - 青山テルマ
- 11月10日 - Base Ball Bear
- 11月11日 - SIRUP
- 11月12日・13日 - 内田雄馬
- 11月15日 - -真天地開闢集団-ジグザグ
- 11月22日 - 2CELLOS
- 11月27日・28日 - 平井大
- 11月29日 - Juice=Juice
- 11月30日 - アンジュルム
- 12月3日・4日 - 清木場俊介
- 12月5日・6日 - YUKI
- 12月10日 - モーニング娘。'22
- 12月15日・17日・18日・20日 [165] - 矢沢永吉
- 12月21日 - 斉藤和義
- 12月22日 - スキマスイッチ
- 12月23日・24日 - THE ALFEE
- 12月25日 - UVERworld（二部制）
- 12月26日 - 郷ひろみ[166]
- 12月29日 - BUCK-TICK[167]
- 12月31日 - 第6回ももいろ歌合戦

### 東京ドーム公演
- 1月1日 - KinKi Kids
- 3月12日・13日 - GENERATIONS from EXILE TRIBE
- 3月30日・31日 - 日向坂46
- 4月16日・17日・18日 - King & Prince[168]
- 4月23日・24日・25日 - TWICE
- 5月4日・5日 - すとぷり
- 5月10日・11日 - Mr.Children
- 5月21日・22日 - L'Arc〜en〜Ciel
- 5月28日・29日 - NCT 127
- 6月11日・12日 - まふまふ
- 6月25日・26日 - Aqours
- 7月2日・3日・4日 - Kis-My-Ft2
- 7月13日・14日 - EXILE
- 8月6日・7日 - KinKi Kids
- 8月10日・11日 - ジャニーズWEST
- 8月27日・28日・29日 - SMTOWN LIVE 2022
- 9月14日・15日 - SEKAI NO OWARI
- 9月24日・25日 - EXILE
- 10月26日・27日・30日 - ブルーノ・マーズ
- 11月8日・9日 - 櫻坂46
- 11月12日・13日 - NiziU[169]
- 11月16日・17日 - ジャスティン・ビーバー
- 11月19日・20日 - King Gnu[170]
- 11月26日・27日 - SEVENTEEN
- 11月30日 - キッス
- 12月4日 - マルーン5
- 12月10日・11日 - 桑田佳祐
- 12月16日・17日 - Sexy Zone[171]
- 12月20日・21日 - EXILE
- 12月24日・25日 - KinKi Kids
- 12月29日・30日 - Hey! Say! JUMP

## スポーツ大会のテーマソング
2022年北京オリンピック
- milet「Fly High」
  - NHK（NHKウィンタースポーツテーマソング）[172][173]
- TEAM SHUZO「CANDO」
  - テレビ朝日系列（松岡修造アスリート応援テーマとして）
- Ado「マザーランド」
  - TBS系列（2022冬季スポーツテーマソング）[174]
- KAT-TUN「CRYSTAL MOMENT」
  - 日本テレビ系列（2022冬季スポーツテーマソング）[175]
- 広瀬香美「君にセレナーデ」
  - テレビ東京系列（ウィンタースポーツ2022テーマソング）[176]
- 関ジャニ∞「凛」
  - フジテレビ系列（FUJI Network.Song for Athletes）[177]
- ラムシーニ「Winter Dream」
  - 文化放送（「北京インフォメーション」公式テーマ曲）[178]

2022 FIFAワールドカップ
- King Gnu「Stardom」
  - NHK（2022 NHKサッカーテーマソング）[179]
- LiSA「一斉ノ喝采」
  - テレビ朝日系列・ABEMA（公式テーマソング）[180]
- 幾田りら「JUMP」
  - フジテレビ系列（公式テーマソング）[181]

第94回選抜高等学校野球大会
- Creepy Nuts「パッと咲いて散って灰に」
  - 毎日放送（公式テーマソング）

第104回全国高等学校野球選手権大会
- 平井大「栄光の扉」
  - 朝日放送（夏の高校野球応援ソング、『熱闘甲子園』テーマソング）[182]

2022年バレーボール女子世界選手権
- THE RAMPAGE from EXILE TRIBE「ツナゲキズナ」
  - TBS系列（公式テーマソング）

第101回全国高等学校サッカー選手権大会
- Saucy Dog「現在を生きるのだ。」
  - 日本テレビ他（応援歌）

## サブスクリプション解禁
- 1月1日 - 北島三郎（747曲）[183]
- 1月5日 - BPM15Q（10曲）[184]
- 1月12日 - Girls²[185]
- 1月17日 - 寺内タケシ（530曲）[186]
- 1月19日 - SHAZNA（?曲）
- 1月26日 - Plastic Tree（17作）
- 2月1日 - JUN SKY WALKER(S)（63曲）[187]
- 2月7日 - Aimer[188]
- 2月13日 - 江利チエミ（アルバム3作品）[189]
- 2月18日 - 前川清（200曲以上）[190]
- 2月23日 - 川本真琴[191]
- 2月23日 - 梶芽衣子（85曲）[192]
- 3月5日 - J（初期アルバム3作）[193]
- 3月6日 - 北島三郎ファミリー（原田悠里、山口ひろみ、北山たけし、大江裕、長井みつる、山本譲二、松原のぶえ、小金沢昇司、和田青児）[194]
- 3月10日 - 羅針盤（4作）
- 3月21日 - 大瀧詠一（3作）[195]
- 3月30日 - アニメ「新世紀GPXサイバーフォーミュラ」関連楽曲[196]
- 3月31日 - 知名定男
- 4月1日 - SOPHIA（33作）
- 4月1日 - My Hair is Bad[197]
- 4月4日 - 『響け!ユーフォニアム』関連楽曲[198]
- 4月8日 - BELLRING少女ハート
- 4月9日 - かぐや姫・南こうせつ
- 4月19日 - DOG in Theパラレルワールドオーケストラ
- 4月27日 - UP-BEAT
- 4月27日 - 浜田麻里
- 4月27日〜9月7日 - どぶろっく[199]
- 5月13日 - アニメ『鋼の錬金術師』関連楽曲
- 5月22日 - cune
- 5月25日 - 野宮真貴[200]
- 5月28日 - 小松未歩（?曲）[201]
- 5月31日 - DIR EN GREY[202]
- 6月21日 - 浅香唯（157曲）[203]
- 7月7日 - 三枝夕夏 IN db[204]
- 7月10日 - T-BOLAN (227曲)[205]
- 7月29日 - TUBE（500曲）[206]
- 8月1日 - 矢沢永吉（638曲）[207]
- 8月5日 - 山本リンダ（25作）
- 8月3日 - 『新世紀GPXサイバーフォーミュラ』関連楽曲（全389曲）
- 8月10日 - shela（17作品）
- 8月11日 - BOaT（ワーナーミュージック・ジャパン時代のアルバム3作品）[208]
- 8月28日 - StylipS
- 8月30日 - OLIVIA（全曲）
- 8月30日・9月15日・9月30日 - あがた森魚（57タイトル733曲）[209]
- 8月31日 - Retro G-Style
- 9月8日 - 島津亜矢（682曲）[210]
- 9月9日 - オユンナ
- 9月14日 - ソニーミュージックグループの演歌歌手（渥美二郎、城之内早苗、杉良太郎、保科有里他、609曲）[211]
- 9月16日 - the pillows（24作）
- 9月16日 - 谷村奈南
- 9月16日 - 樋井明日香/HINOIチーム
- 9月21日 - NICOTINE
- 9月28日 - 安部純
- 10月5日 - 甲斐バンド、甲斐よしひろ、KAI FIVE[212]
- 10月21日 - キングギドラ[213]
- 10月26日 - 國府田マリ子（131曲）
- 10月26日 - マキシマム ザ ホルモン（2曲、TVサイズのみ）[214]
- 11月3日 - 椎名佐千子
- 11月28日 - 中島みゆき（シングル曲 91曲）[215]
- 11月30日 - 氷川きよし（未配信曲 589曲）[216]
- 12月2日・5日・7日・14日・21日 - 『アイドルマスター』シリーズ関連楽曲
- 12月14日 - Heartsdales
- 12月21日 - WINO
- 12月28日 - In the Soup

## 主要な賞
| 賞                                   | 受賞作・受賞者 |
| ------------------------------------ | --- |
| 第64回グラミー賞 2022                | - ベストアレンジメント、インストゥルメンタル、アカペラ部門 - Meta Knight's Revenge (From "Kirby Superstar") (feat. Button Masher) |
| 第35回日本ゴールドディスク大賞       | - アーティスト・オブ・ザ・イヤー - 邦楽：Snow Man - 洋楽：The Beatles - ベスト・エイジアン・アーティスト - BTS - ベスト・演歌 / 歌謡曲・アーティスト - 氷川きよし - ニュー・アーティスト・オブ・ザ・イヤー - 優里 - ベスト5ニュー・アーティスト（邦楽） - INI - Ado - なにわ男子 - BE:FIRST - 優里 - ベスト3ニュー・アーティスト（洋楽） - Easy Life - オリヴィア・ロドリゴ - フィニアス - ベスト3ニュー・アーティスト（アジア） - ITZY - ENHYPEN - TREASURE - ベスト・演歌 / 歌謡曲・ニュー・アーティスト - 真田ナオキ - アルバム・オブ・ザ・イヤー - Snow Man「Snow Mania S1」 - ABBA「ヴォヤージ」 - BTS「BTS, THE BEST」 - ベスト5アルバム（邦楽） - 関ジャニ∞「8BEAT」 - King & Prince「Re:Sense」 - SixTONES「1ST」 - Snow Man「Snow Mania S1」 - 乃木坂46「Time flies」 - ベスト3アルバム（洋楽） - アデル「30」 - ABBA「ヴォヤージ」 - The Beatles「レット・イット・ビー＜スペシャル・エディション＞」 - ベスト3アルバム（アジア） - SEVENTEEN「Attacca」 - TOMORROW X TOGETHER「Chaotic Wonderland」 - BTS「BTS, THE BEST」 - クラシック・アルバム・オブ・ザ・イヤー - 葉加瀬太郎「SONGBOOK」 - ジャズ・アルバム・オブ・ザ・イヤー - 上原ひろみ ザ・ピアノ・クインテット「シルヴァー・ライニング・スイート」 - インストゥルメンタル・アルバム・オブ・ザ・イヤー - T-SQUARE「FLY! FLY! FLY!」 - サウンドトラック・アルバム・オブ・ザ・イヤー - 「竜とそばかすの姫 」オリジナル・サウンドトラック - アニメーション・アルバム・オブ・ザ・イヤー - 「鬼滅の刃」竈門炭治郎 立志編 オリジナルサウンドトラック - 純邦楽・アルバム・オブ・ザ・イヤー - 癒しの二胡 〜ふるさと・愛燦燦〜 - 企画・アルバム・オブ・ザ・イヤー - PRODUCE 101 JAPAN SEASON2 - シングル・オブ・ザ・イヤー - Snow Man「Grandeur」 - ベスト5シングル - Snow Man「Grandeur」 - Snow Man「HELLO HELLO」 - なにわ男子「初心LOVE」 - 乃木坂46「ごめんねFingers crossed」 - 乃木坂46「僕は僕を好きになる」 - ミュージック・ビデオ・オブ・ザ・イヤー - 邦楽：嵐「アラフェス2020 at 国立競技場」 - 洋楽：エリック・クラプトン「レディ・イン・ザ・バルコニー：ロックダウン・セッションズ」 - アジア：BTS「BTS MAP OF THE SOUL ON:E」 - ベスト3ミュージック・ビデオ - 邦楽：嵐「アラフェス2020 at 国立競技場」 - 嵐「This is 嵐 LIVE 2020.12.31」 - Snow Man「Snow Man ASIA TOUR 2D.2D.」 - ソング・オブ・ザ・イヤー・バイ・ダウンロード - 邦楽：YOASOBI「怪物」 - 洋楽：Coldplay X BTS「My Universe」 - アジア：BTS「Butter」 - ベスト5ソング・バイ・ダウンロード - 宇多田ヒカル「One Last Kiss」 - Official髭男dism「Cry Baby」 - BTS「Butter」 - YOASOBI「怪物」 - 米津玄師「Pale Blue」 - ソング・オブ・ザ・イヤー・バイ・ストリーミング - 邦楽：YOASOBI「怪物」 - 洋楽：The Kid LAROI & Justin Bieber「Stay」 - アジア：BTS「Butter」 - ベスト5ソング・バイ・ストリーミング - Awesome City Club「勿忘」 - Official髭男dism「Cry Baby」 - BTS「Permission to Dance」 - BTS「Butter」 - YOASOBI「怪物」 - 特別賞 - Aimer / YOASOBI |
| 第26回SPACE SHOWER MUSIC AWARDS 2022 | - ARTIST OF THE YEAR - YOASOBI - PEOPLE'S SHOICE - 藤井風 - VIDEO OF THE YEAR - 星野源「不思議」（監督：林響太朗） - ALBUM OF THE YEAR - Official髭男dism「Editorial」 - SONG OF THE YEAR - 優里「ドライフラワー」 - BEST BREAKTHROUGH ARTIST - 変態紳士クラブ - BEST SOLO ARTIST - 藤井風 - BEST GROUP ARTIST - millennium parade - BEST POP ARTIST - YOASOBI - BEST ROCK ARTIST - マカロニえんぴつ - BEST PUNK/LOUD ROCK ARTIST - WANIMA - BEST ALTERNATIVE ARTIST - カネコアヤノ - BEST HIP HOP ARTIST - LEX - BEST GROOVE ARTIST - D.A.N. - BEST INTERNATIONAL ARTIST - BTS - NEW HOPE ARTIST - Vaundy - BEST RESPECT ARTIST - ASIAN KUNG-FU GENERATION - BEST NEW VISION - BMSG - BEST MOVIE SONG - millennium parade×Belle「U」 - BEST COLLABORATION SONG - STUTS&松たか子 with 3exes「Presence」 - BEST VIRAL SONG - Awesome City Club「勿忘」 - BEST PRODUCER - KM - BEST CONCEPTUAL LIVE - 藤井風 - BEST CREATIVE PERSON - yurinasia - BEST CONCEPTUAL VIDEO - 宇多田ヒカル「One Last Kiss」（監督：庵野秀明） - BEST CG/ANIMATION VIDEO - millennium parade「Bon Dance」（監督：佐々木集/神戸雄平(millennium parade,PERIMETRON)） - BEST VIDEO DIRECTOR - Spikey John |
| 第14回CDショップ大賞                 | - 大賞（赤） - Official髭男dism「Editorial」 - 大賞（青） - WurtS「ワンス・アポン・ア・リバイバル」 - 入賞 - Awesome City Club「Grower」 - 折坂悠太「心理」 - カネコアヤノ「よすが」 - KID FRESINO「20,Stop it.」 - Creepy Nuts「Case」 - クリープハイプ「夜にしがみついて、朝で溶かして」 - Kroi「LENS」 - グソクムズ「グソクムズ」 - Saucy Dog「レイジーサンデー」 - STUTS & 松たか子 with 3exes「Presence」 - sumika「AMUSIC」 - SUPER BEAVER「アイラヴユー」 - ずっと真夜中でいいのに。「ぐされ」 - NEE「NEE」 - 日食なつこ「アンチ・フリーズ」 - NiziU「U」 - Hakubi「era」 - Hump Back「ACHATTER」 - マハラージャン「僕のスピな☆ムン太郎」 - millennium parade「THE MILLENNIUM PARADE」 - 洋楽賞 - マネスキン「テアトロ・ディーラ Vol.1」 - ライブ作品賞 - 藤井風「Fujii Kaze "NAN-NAN SHOW 2020 " HELP EVER HURT NEVER」 - クラシック賞 - 朴葵姫「Le Depart」 - ジャズ賞 - 挾間美帆 フィーチャリング デンマーク・ラジオ・ビッグバンド 「イマジナリー・ビジョンズ」 - 歌謡曲賞 - 林部智史「まあだだよ」 - 特別賞 - YOASOBI「THE BOOK」「THE BOOK 2」 - 北海道ブロック賞 - KALMA「ミレニアムヒーロー」 - 東北ブロック賞 - 菅原信介 & 6th Generation「SUGAROKU」 - 関東ブロック賞 - Kroi「LENS」 - 甲信越ブロック賞 - youth「フロムユー」 - 北陸ブロック賞 - プッシュプルポット「僕らのままで」 - 東海ブロック賞 - Atomic Skipper「人間讃歌」 - 関西ブロック賞 - YMB「トンネルの向こう」 - 中国ブロック賞 - Rose One「さんかくえらぶはなし」 - 四国ブロック賞 - みゆはん「かいこ」 - 九州ブロック賞 - クレナズム「Touch the figure」 - 沖縄ブロック賞 - MONGOL800「etc.works3」 |
| 第5回NexTone Award 2022              | - Gold Medal - 瑛人「香水」 - Silver Medal - Ado「うっせぇわ」 - Bronse Medal - DISH//「猫」 - 特別賞 - ホロライブプロダクション |

## メジャーデビュー

### 1月
- 1月1日 - ひなたひかり「お願いマッスル feat.なかやきんに君」
- 1月5日 - Aile The Shota「AURORA TOKIO」
- 1月5日 - NOILION「3」
- 1月5日 - BPM15Q 「はくちゅーむ (TeddyLoid Remix)」[184]
- 1月11日 - BLACK IRIS「Head Shot」
- 1月12日 - あらなるめい（あらき・nqrse・めいちゃん）「お前らのことなんか 好きじゃないからなー!!!」
- 1月12日 - edhiii boi「NO」
- 1月12日 - 五十嵐×fox capture plan「鳥獣戯画」
- 1月14日 - マツダ家の日常「No edit!!」
- 1月19日 - ウルトラズ「あいがあう」
- 1月19日 - NACHERRY「CANDY SUNDAY」（CDデビュー）[221]
- 1月26日 - 蒼山幸子「Highlight」（CDデビュー）
- 1月26日 - 大崎ケイ「SOS」
- 1月26日 - 花耶「白馬の王子と薔薇色の私」[222]
- 1月26日 - KJI「BEST MIX Mixed by DJ RYOW」
- 1月26日 - 高塚智人「ホシノオト」
- 1月26日 - ダズビー「Remindful.One」
- 1月26日 - ついきまさひろとエグスプロージョンとfumika「トゥイトゥイプンツク」
- 1月26日 - TENKA FIVE「黒い小姓 (TENKA FIVE ver.)」
- 1月26日 - NOMELON NOLEMON「POP」（CDデビュー）
- 1月26日 - ミラクルチンパンジー「瞬き」[223]
- 1月26日 - 籾山ひめり「To the Top」（ソロデビュー）
- 1月31日 - Lizabet「Another Day Goes By」

### 2月
- 2月2日 - 青妃らめ/IZUMI/こまいぬ。/Cereus/月乃/とうめいのくに/みょみょ/吉乃「Mr.シャーデンフロイデ」
- 2月2日 - 石渡真修「Flavor」[224]
- 2月2日 - Jams Collection「JamMode」[225]
- 2月2日 - 寺島兄弟「レオ」
- 2月2日 - 黒子首「やさしい怪物 feat.泣き虫」
- 2月2日 - 陽真「SOSOGU」
- 2月5日 - VOISCAPE「GO GO WEST」
- 2月9日 - OCTPATH「IT'S A BOP」[226]
- 2月9日 - 南無阿部陀仏「宝道〜たからのみち〜」[227]
- 2月9日 - ヒカル×麻婆豆腐「even」
- 2月9日 - メガテラ・ゼロ「RestartSmile」「僕の春夏秋冬」「ヒロイン」「から」（ソロデビュー）
- 2月9日 - Raon「キツネノマド(Queen Fox)」
- 2月14日 - sino R fine「Crazy for you」（再デビュー）
- 2月16日 - 伊東歌詞太郎「三千世界」（再デビュー）
- 2月16日 - 華凛/はとむぎ「かりむぎRADIO NEO「水」」
- 2月16日 - chuLa「ツラみ」
- 2月16日 - LA DIVA「LA DIVA -TV LIVE-」
- 2月18日 - ODDLORE「Hazed Reality」
- 2月23日 - あかせあかり「恋ノ行方」[228]
- 2月23日 - 苺りなはむ「存分」（ソロデビュー）
- 2月23日 - GYROAXIA「Freestyle」[229]
- 2月23日 - SUNNY CAR WASH「ハネダ!ハネダ!ハネダ!」[230]
- 2月23日 - 栞寧「yadokari」
- 2月23日 - TAIKING「CAPE」「RAFT」
- 2月23日 - 浪江女子発組合「花咲む」[231]
- 2月23日 - 美炎-BIEN-（長田庄平・松尾駿・向井慧・菅良太郎）「鼻吹雪」「鼻水木」（CDデビュー）
- 2月23日 - Hinano「nocturne」[232]

### 3月
- 3月2日 - ao「LOOK」
- 3月2日 - Arcanamusica(Vo.RiZ)「My role」
- 3月2日 - NextStage「NEXT STAGE」
- 3月2日 - ぽかぽかイオン「やじるし→」[233]
- 3月2日 - Mr.ふぉるて「Love This Moment」（CDデビュー）[234]
- 3月9日 - 青山吉能「Page」（ソロデビュー）[235]
- 3月9日 - ENVii GABRIELLA「Metaphysica(メタピュシカ)」（CDデビュー）
- 3月9日 - 葛葉「Sweet Bite」[236]
- 3月9日 - Doul「W.O.L.F」
- 3月9日 - T1419「OUR TEEN:BLUE SIDE」（日本デビュー）
- 3月9日 - Lizabet「Another Day Goes By」（CDデビュー）
- 3月12日 - OverTone「ゼロ」[237]
- 3月16日 - ぐちり「悪鬼羅刹 feat.八代紡」
- 3月16日 - BOP「サヴァイバー」
- 3月16日 - ヒロミ「神様との約束/八王子のうた」
- 3月16日 - 八木海莉「Ripe Aster」（CDデビュー）[238]
- 3月16日 - 山内総一郎「歌者 -utamono-」（ソロデビュー）[239]
- 3月16日 - ラプソディ「I Believe【Sing 4 Rhapsody】」
- 3月16日 - LEGO BIG MORL「kolu_kokolu」（再デビュー）[240]
- 3月21日 - 川口ゆりな「Look At Me」
- 3月23日 - あたらよ「極夜において月は語らず」
- 3月23日 - ケチャップ「加工迷彩」
- 3月23日 - 小林柊矢「あの頃の自分に会えるなら」
- 3月23日 - 声技の英雄「ノンピリオド」
- 3月23日 - RIKU「先生、教えて - From ヨムオト」
- 3月30日 - anewhite「へんのはなし - From ヨムオト」
- 3月30日 - VOISCAPE「まだ、世界の果てじゃない」（CDデビュー）
- 3月30日 - Meta flower「Andromeda」

### 4月
- 4月6日 - 渋谷ハル「スカイクラッドの観測者 - from CrosSing」
- 4月6日 - ミステリオ「笑おう feat. 晋平太」
- 4月8日 - ano「AIDA」
- 4月8日 - PelleK「嗚呼、我が浪漫の旅よ」
- 4月13日 - 稲村太佑「n a n a i r o」（ソロデビュー）
- 4月13日 - ulma sound junction「Reignition」
- 4月13日 - Kenta Dedachi「Fire and Gold」
- 4月13日 - SennaRin「Dignified」
- 4月13日 - Midnight Grand Orchestra「SOS」
- 4月13日 - RAKURA/Rainy。「Shooting Star/Find the truth」
- 4月13日 - RAKURA「tint」
- 4月13日 - RYOEM「パズル - From ヨムオト」
- 4月20日 - であいもん(ayaho+曽我淳一)「ここにある約束」
- 4月20日 - TOOBOE「心臓」
- 4月20日 - NOILION「3」（CDデビュー）
- 4月20日 - 一二三「もう制服はいらない」
- 4月20日 - FAINTS「今すぐに会いたいから」
- 4月20日 - MATSURI「ハレノヒ」
- 4月21日 - リシェル メル「Pinocchio」
- 4月22日 - 清水美依紗「High Five」
- 4月25日 - KIDMATIC「Giant Steps」
- 4月25日 - CROONERZ「Water Baby」
- 4月25日 - Z FACTION「Coyote」
- 4月25日 - LIL LEAGUE「Rollah Coaster」
- 4月27日 - Jr.EXILE「金色のバトン」
- 4月27日 - ザ・チャイチーズ「噂のザ・チャイチーズ 日本の名曲演ってます」
- 4月27日 - 成田あより「放課後キスしよーよ - From ヨムオト」
- 4月27日 - ゆりめり「Stay Home〜私が帰る場所〜」
- 4月27日 - ONE LOVE ONE HEART「Now or Never」
- 4月29日 - 奥﨑海斗「能天気」
- 4月29日 - Cocomi「de l'amour」

### 5月
- 5月2日 - 叶「ブロードキャストパレード」
- 5月4日 - AiMi「Ray of Light/揺らめく」
- 5月4日 - 石川由依「いのちの名前 - from CrosSing」
- 5月4日 - さぐぱん「さぐわん」（CDデビュー）
- 5月4日 - PRIKIL「SOMEBODY」
- 5月11日 - 後藤輝基「マカロワ」
- 5月11日 - 比嘉歌子「椰子の実」
- 5月11日 - りりあ。「記録」（CDデビュー）
- 5月16日 - 響野こひめ「Future」（ソロデビュー）
- 5月18日 - aruma「いらない」
- 5月18日 - 2X2X (トゥーバイトゥーバイ)「Glorious」
- 5月18日 - PRELUDERS「ヒーローライセンス」
- 5月20日 - QUEENDOM「チキチキバンバン_(JOLLYの曲)#QUEENDOMによるカバー|チキチキバンバン」
- 5月25日 - Cody・Lee(李)「心拍数とラヴレター、それと優しさ」[241]
- 5月25日 - SACRA BLUE BEATS「Everlasting Guilty Crown -SACRA BLUE BEATS Mix-」
- 5月25日 - SUIREN「黎-ray-」
- 5月25日 - なすお☆「ハニージェットコースター」
- 5月25日 - YORISOERU「恋はオックスフォードブルー」
- 5月25日 - LOBRAVE「LOBRAVE」

### 6月
- 6月1日 - SPY「あなたを狙い撃ち♡」
- 6月1日 - Natumi.「pARTs」
- 6月1日 - 珀「眩耀」
- 6月1日 - 半澤弘貴「いいねいいね」
- 6月1日 - マルシィ「Memory」[242]
- 6月8日 - OverTone「Prologue」（CDデビュー）
- 6月8日 - JOE from GENIC「誰も知らない君を見せて」（ソロデビュー）
- 6月8日 - 星野一成「ほしのディスコ EP」[243]
- 6月12日 - 肉チョモランマ「モンスター」
- 6月15日 - 朝倉未来「空模様」
- 6月15日 - kojikoji「true to true」
- 6月15日 - 由薫「lullaby」
- 6月22日 - いちぜん!「未来理想計画」
- 6月22日 - ELAIZA「失楽園」（CDデビュー）
- 6月22日 - CHERRY GIRLS PROJECT「愛をちょうだい」
- 6月22日 - Nowlu「螺旋」
- 6月22日 - Lonesome_Blue「First Utterance」[244]
- 6月23日 - Nornis「Abyssal Zone」

### 7月
- 7月4日 - ミドリーズ「ツバメ」
- 7月6日 - Aile The Shota「IMA」
- 7月6日 - 白間美瑠「Shine Bright」（ソロデビュー）
- 7月7日 - フォーエイト48「ロミエット」
- 7月8日 - 事象存在name-less「断罪デモクラシー」
- 7月8日 - FAKE TYPE.「Knickknack Kingdom」
- 7月8日 - 山下優太郎「無色透明」
- 7月10日 - レトベア「頭ん中DEAD END」
- 7月13日 - 石川花「空に咲いて」
- 7月13日 - PSYCHIC FEVER from EXILE TRIBE「P.C.F」
- 7月13日 - Chilli Beans.「Chilli Beans.」（CDデビュー）
- 7月13日 - OCHA NORMA「恋のクラウチングスタート」[245]
- 7月20日 - いれいす「DICE」
- 7月20日 - 門脇更紗「ファウンテンブルーに染まって」（CDデビュー）
- 7月20日 - Kawaguchi Yurina「Cherish」（CDデビュー）
- 7月20日 - ジャイアン（木村昴）「ジャイアントドリーム」「おれはジャイアンさまだ!2022」
- 7月20日 - サバンナ八木・八木家ファミリー「パナキ!」
- 7月20日 - Pipping Hot「beyond VANITAS」
- 7月20日 - Broken By The Scream「RISE into CHAOS」
- 7月20日 - Mori Calliope「SHINIGAMI NOTE」
- 7月20日 - 夜道雪「初雪 First Love」
- 7月20日 - レ・ロマネスク「発見トレビアン!〜とてもいい、自由研究のヒント〜」
- 7月27日 - ツユ「アンダーキッズ」
- 7月27日 - 岩崎優也「それでいい」
- 7月27日 - 叶「flores」（CDデビュー）
- 7月27日 - Midnight Grand Orchestra「Overture」（CDデビュー）
- 7月27日 - 麗奈「キミをアイス」
- 7月29日 - 礼賛「NO SWEAT」

### 8月
- 8月1日 - TryCour「希望の空」[246]
- 8月3日 - TOMOO「オセロ」
- 8月8日 - idom「GLOW」
- 8月10日 - Ayumu Imazu「Pixel」
- 8月10日 - A夏目「風に柳」
- 8月10日 - momomi「林檎の法則 - From ヨムオト」
- 8月17日 - タケヤキ翔「未来のヒーローたちへ」（ソロデビュー）
- 8月19日 - ANCHOR「キズナ feat. りりあ。」
- 8月22日 - 恋犬ちわこ「ぐーべるちゅーる」
- 8月24日 - IF「In forward」
- 8月24日 - yayA「Gift」[247]
- 8月31日 - ASH DA HERO「Genesis」
- 8月31日 - ASP「Hyper Cracker」
- 8月31日 - kojikoji「Mining」（CDデビュー）
- 8月31日 - 渋谷ハル「かえりみちの色」（CDデビュー）
- 8月31日 - ベアードアード「ヒストリア」
- 8月31日 - MIMiNARI「言えない EP」
- 8月31日 - The Ravens「ANTHEMICS」

### 9月
- 9月6日 - 水嶋凜「予感」
- 9月7日 - idom「GLOW」（CDデビュー）
- 9月7日 - けいちゃん「Zero Rhapsody」
- 9月7日 - KOE「Hello, I am KOE」
- 9月7日 - tonari no Hanako「ヘアゴムとアイライン」
- 9月7日 - 山下優太郎「無色透明」（CDデビュー）
- 9月9日 - ELLEGARDEN「Mountain Top」
- 9月14日 - chilldspot「Titles」
- 9月21日 - 伊東健人「真夜中のラブ」
- 9月21日 - 事象存在name-less「断罪デモクラシー」（CDデビュー）
- 9月28日 - Alternation of Generations「P.O.P」

### 10月
- 10月5日 - チーチーカーカー!「いみちょーだい!」
- 10月5日 - カン・ダニエル「Joy Ride」（ソロ/日本デビュー）[248][249]
- 10月5日 - ぼっちぼろまる「シン・タンタカタンタンタンタンメン」
- 10月5日 - ゆいにしお「tasty city」
- 10月5日 - 三宅健「NEWWW」（ソロデビュー）
- 10月7日 - GaRDeN「countdown」
- 10月10日 - G3s[注 3]「絶体絶命のエレジー」[250]
- 10月26日 - 黒子首「骨格 (リイシュー盤)」「ペンシルロケット」（CDデビュー）
- 10月28日 - 超学生「Did you see the sunrise?」[251]

### 11月
- 11月2日 - 石川花「空に咲いて/星空の向こう」（CDデビュー）
- 11月2日 - ExWHYZ「2xYZ」
- 11月2日 - 633「SIX HUNDRED THIRTY THREE」
- 11月9日 - KG9「Higher Higher」
- 11月9日 - シユイ「君よ 気高くあれ」
- 11月9日 - TOOBOE「錠剤」（CDデビュー）
- 11月9日 - BLACK IRIS「Super Nova」
- 11月9日 - Laura day romance「世界が終わる夜に」
- 11月16日 - FAKE TYPE.「FAKE SWING」（CDデビュー）
- 11月16日 - Anonymouz「Ladder」
- 11月16日 - ukka「青春小節」
- 11月16日 - EGR{えぐる}「ウッチュウ人さんいらっしゃい」
- 11月16日 - ジュキぱっぱ「奇想天外ぽんぽこぽん!!」[252]
- 11月16日 - WurtS「MOONRAKER」
- 11月23日 - ヒゲンジツシュギ「光と影」
- 11月30日 - Bialystocks「Quicksand」
- 11月30日 - ぼっちぼろまる「ぼっちのうたI」（CDデビュー）
- 11月30日 - ん・フェニ「N's PAST RECORD」

### 12月
- 12月2日 - sana (sajou no hana)「Heaven's falling down」（ソロデビュー）
- 12月3日 - Amber's「AUTHENTIC」
- 12月14日 - いゔどっと「POP OUT」
- 12月14日 - けいちゃん「聴十戯画」（CDデビュー）
- 12月14日 - claquepot「the test」（CDデビュー）
- 12月14日 - krage「my blue」
- 12月15日 - 都内某所「クッキー」
- 12月24日 - Kazuo「BANZAI!」
- 12月28日 - KID PHENOMENON「C'mon」
- 12月28日 - WOLF HOWL HARMONY「LOVE RED」
- 12月21日 - 鈴木鈴木「313」
- 12月21日 - MAISONdes「アイウエ/トウキョウ・シャンディ・ランデヴ」

### 未定
- 冬 - PIGGS

## 結成
- ILY:1
- IRRIS
- ALCOHOLTRAZZ
- ExWHYZ
- 十六夜ポラリス
- UzME
- ATBO
- XG
- N.SSign
- EMNee
- NMIXX
- &TEAM
- AURORIZE
- Girls On Top
- COLLAR
- カロンズベカラズ
- CLASS:y
- CROSS×KEY
- CSR
- 疾走クレヨン
- ジャパン・ジェネラル・オーケストラ
- 祝福!ちゅあしぃ
- Sprechchor
- シュユノトキ
- 少年秘密倶楽部
- 白ウサギの夢
- 水槽とクレマチス
- SUPER JUNIOR-L.S.S.
- そっとブルー
- 高嶺のなでしこ
- TEMPEST
- 都内某所
- ドラマチックレコード
- TripleS
- NINE.i
- NAQT VANE
- ≒JOY
- NewJeans
- H1-KEY
- Pipping Hot
- ピューロガールズ
- Village in Maier
- FIFTY FIFTY
- ×純文学少女歌劇団
- BLANK2Y
- PRIKIL
- Blue Cat Blues
- FRUITS ZIPPER
- JILLASTED
- ペア碁スペラーズ
- BOYSGROUP
- ミナミチャンホワイ
- MIMiNARI
- mimiirose
- Maison B
- 山崎一門
- YOUNITE
- ＃よーよーよー
- YORISOERU
- LIMELIGHT
- THE LAST ROCKSTARS
- Lapillus
- L!PP
- LIL LEAGUE
- LINKL PLANET
- LE SSERAFIM[253]
- ROLESWAN
- Lonesome Blue
- ONE LOVE ONE HEART

## 活動再開・再結成
- 1月1日 - GANG PARADE
- 1月28日 - DOPING PANDA
- 2月2日 - girugamesh
- 2月14日 - 金城碧海（JO1）[254]
- 3月1日 - ハシシ（電波少女）
- 3月4日 - 小坂菜緒（日向坂46）[255]
- 3月18日 - Mrs. GREEN APPLE[256]
- 4月5日 - BIGBANG[257]
- 4月12日 - fOUL[258]
- 4月15日 - RIP SLYME
- 4月17日 - 2NE1（一日限定）
- 4月30日 - ロボピッチャー[259]
- 5月1日 - 快進のICHIGEKI
- 6月22日 - sphere
- 6月27日 - 小湊よつ葉[260]
- 7月13日 - ART-SCHOOL
- 7月16日 - 男闘呼組[261]
- 7月30日 - 中学生棺桶
- 8月19日 - Cornelius
- 8月21日 - kein
- 9月1日 - lynch.
- 9月2日 - Nao☆（Negicco）
- 9月15日 - 肉奴隷
- 9月21日 - 電波少女
- 10月1日 - GACKT[262]
- 10月2日 - 早川聖来（乃木坂46）
- 10月11日 - SOPHIA[164]
- 10月28日 - キングギドラ[263]
- 11月3日 - グレープ（一日限定）[264][265]
- 11月23日 - アカシック（一日限定）

## 活動休止・解散・引退

### 活動休止
- 1月14日 - マオ（シド）[266]
- 1月26日 - 秋月琢登（感覚ピエロ）[267]
- 1月29日 - 八乙女光（Hey! Say! JUMP、 - 11月12日）[268][269]
- 1月31日 - 芹奈（Little Glee Monster）[270]
- 2月5日 - 吉本坂46[271]
- 2月14日 - 水田詩織（NMB48、 - 4月25日）
- 3月15日 - manaka（Little Glee Monster）[272]
- 3月25日 - ET-KING
- 3月27日 - MICHAEL[273]
- 3月31日 - まるりとりゅうが[274]
- 4月5日 - ザ・なつやすみバンド
- 4月9日 - Mary's Blood[275]
- 4月21日 - 冬馬（OCTPATH）[276]
- 4月29日 - 大倉忠義（関ジャニ∞）[277]
- 5月20日 - キム・ガラム（LE SSERAFIM）[278]
- 6月4日 - 森香穂（＃YoYoYo）
- 6月10日 - ジャスティン・ビーバー[279]
- 6月12日 - DOG in Theパラレルワールドオーケストラ
- 6月12日 - まふまふ（ソロ活動）
- 6月14日 - BTS[280]
- 7月15日 - 高橋わたる（OCTPATH、 - 9月23日）
- 7月19日 - 吉澤閑也（Travis Japan、 - 8月14日）[281][282]
- 7月 - きゃない（ - 2023年1月）
- 8月9日 - NAMBA69[283]
- 8月28日 - ジェル（すとぷり）
- 9月5日 - ルリちゃん（女王蜂）
- 9月6日 - 遠藤光莉（櫻坂46）[284]
- 9月20日 - the peggies
- 9月22日 - 綺星★フィオレナード
- 9月 - MIGHTY CROWN[285]
- 10月6日 - 林紀勝（スターダスト☆レビュー）[286]
- 10月10日 - ORESAMA[287]
- 11月4日 - 中居正広（ - 2023年1月）[288]
- 12月1日 - 高橋ロジャー和久[289]
- 12月31日 - 氷川きよし[290]
- 12月31日 - Heartbeat

### 解散
- 1月3日 - INUMO KUWANEEYO[291]
- 1月16日 - 転校少女*[292]
- 1月20日 - Jewel
- 1月27日 - マイティ・マイティ・ボストンズ[293]
- 1月28日 - April
- 2月28日 - BabySitter
- 3月15日 - NU'EST
- 3月17日 - sleepyhead[294]
- 3月28日 - 劇場版ゴキゲン帝国∞
- 3月30日 - datto
- 4月30日 - 祭nine.
- 4月30日 - miscast
- 5月22日 - LUNARSOLAR
- 5月31日（活動終了） - ラストアイドル[295]
- 5月31日 - OLDCODEX[296]
- 6月2日 - EMPiRE[297]
- 6月5日 - predia[298][299]
- 6月24日 - Rhodanthe*（活動終了）
- 7月2日 - BALLOND'OR
- 7月2日 - LiLii Kaona[300]
- 7月30日 - パクスプエラ[301]
- 8月11日 - MELiSSA
- 夏 - あんちろちー
- 9月11日 - イツエ
- 9月28日 - リルネード
- 9月29日 - PEARL CENTER
- 9月30日 - SOLIDEMO
- 10月8日 - ヒーラーガールズ
- 10月30日 - 26時のマスカレイド[302]
- 11月27日 - GAUZE[303]
- 12月3日 - 幾何学模様
- 12月11日 - NUMBER GIRL（再解散）[304]
- 12月24日 - ミオヤマザキ
- 12月31日 - Singing Cosplayer Hikari（活動終了）
- 12月31日 - アイドル教室

### 引退
- 2月12日 - 星野みなみ（乃木坂46）[305]
- 3月31日 - 角ゆりあ（NGT48）
- 3月31日 - 南端まいな
- 4月30日 - 的場華鈴（虹のコンキスタドール）
- 10月31日 - 黒木啓司（EXILE、EXILE THE SECOND）[45]
- 12月31日
  - 加山雄三 ※公での歌手活動から引退（音楽活動自体は継続）[47][306]
  - 吉田拓郎[307]
  - マリウス葉（Sexy Zone）[145]

### 脱退（卒業）
- 1月3日 - MAO（NELN）
- 1月9日 - 上島楓（HKT48）
- 1月16日 - Ayu、Kiyo（YUMEADO EUROPE）
- 1月22日 - 長門蓮（NILKLY）
- 1月31日 - 雪村花鈴（ナナランド）
- 2月4日（発表日） - 吉川“BAN”裕規（44MAGNUM）
- 2月10日 - 新内眞衣（乃木坂46）[308]
- 2月11日 - トオル（ギターウルフ）
- 2月20日 - タツヤ（PAN）
- 2月22日 - Kyrie（NoGoD）
- 2月26日 - 上野遥（HKT48）
- 2月28日 - 山田野絵（NGT48）
- 3月4日 - 森心言（DALLJUB STEP CLUB）
- 3月12日 - 佐藤遥、片瀬成美、田崎礼奈（notall）
- 3月12日 - 関根ささら、道重佐保、小日向ななせ、澤田桃佳、西宮愛理（放課後プリンセス）
- 3月13日 - セツナウイネ（TOKYOてふてふ）
- 3月15日 - SUNE（GOOD4NOTHING）
- 3月17日 - 入山杏奈（AKB48）[309]
- 3月21日 - 福田安優子、澤口葵（fishbowl）
- 3月21日 - 古川夏凪（AKB48）[310]
- 3月21日 - 上野恒星（Yogee New Waves）
- 3月23日 - 蔵本美結（AKB48）
- 3月25日 - いちこにこ（O'CHAWANZ）
- 3月27日 - 城桧吏（STA*M）
- 3月27日 - ねう、みおり、ゆらね、ちゅん（じゅじゅ）
- 3月28日 - 久保怜音（AKB48）[311]
- 3月30日 - 西川怜（AKB48）
- 3月30日 - misaki（nuance）
- 3月31日 - IKE（SPYAIR）
- 3月31日 - 角ゆりあ（NGT48）[312]
- 3月31日 - 王林、ジョナゴールド、彩香（りんご娘）[313]
- 3月31日 - 成海千尋（透色ドロップ）
- 4月3日 - 熊沢世莉奈（HKT48）
- 4月3日 - 征之丞十五時、甘福氐喑（ぜんぶ君のせいだ。）
- 4月3日 - 田島芽瑠（HKT48）[314]
- 4月3日 - 水上凜巳花（HKT48）[315]
- 4月4日 - 梅山恋和（NMB48）
- 4月6日 - 紺野メイ（peanut butters）
- 4月14日 - 飯村悠介、須藤研太（polly）
- 4月15日 - 宮崎美穂（AKB48）[316]
- 4月17日 - 根本凪、的場華鈴（虹のコンキスタドール）
- 4月24日 - 南條愛乃（fripSide）
- 4月29日 - 宮本茉奈、芳森由奈、竹田瑠奈（大阪☆春夏秋冬）
- 4月30日 - 根本凪（でんぱ組.inc）
- 4月30日 - KANATA（BUDDiiS）
- 4月30日 - 大場美奈（SKE48）[317]
- 4月30日 - 北野日奈子（乃木坂46）[318]
- 5月1日 - TAKE-C、YOUSKE（SHAKALABBITS）
- 5月9日 - ジホ（OH MY GIRL）
- 5月15日 - 響野こひめ（PiXMiX）
- 5月22日 - 深瀬美桜（まねきケチャ）
- 5月22日 - 吉川茉優（アップアップガールズ（2））[319]
- 5月22日 - 渡邉理佐（櫻坂46）[320]
- 5月28日 - 吉良乃ジョナ（ZOC）
- 5月30日 - 稲場愛香（Juice=Juice）[321]
- 5月31日 - 水野勝（BOYS AND MEN）
- 6月7日 - ユブネ（MIGMA SHELTER）
- 6月11日 - 原田葵（櫻坂46）[322]
- 6月12日 - 細根誠（ブリーフ&トランクス）
- 6月17日 - ミンス・ジェロム・ウンギ（TO1）
- 6月18日 - イザベル=ケメ鴨川、ソフィア城崎、ナターシャ浦安（キノコホテル）
- 6月20日 - 森戸知沙希（モーニング娘。）
- 6月26日 - なでしこ、間宮まに、南一花、彩華（ヤなことそっとミュート）
- 7月4日 - 中川美音（NMB48）
- 7月5日 - カミヤマリョウタツ、シミズヒロフミ（PELICAN FANCLUB）
- 7月17日 - 山崎怜奈（乃木坂46）[323]
- 7月18日 - チャントモンキー（BiS）
- 7月20日 - キム・ガラム（LE SSERAFIM）
- 7月23日 - 甲斐莉乃・月日（RAY）
- 7月24日 - 夏目創太（挫・人間）
- 7月24日 - 芹奈、manaka（Little Glee Monster）[58]
- 7月31日 - チャン・ギュリ（fromis_9）
- 7月31日 - 渡邉美穂（日向坂46）[324]
- 8月6日 - tella、たうりん（梅田サイファー）
- 8月9日 - MORO（NAMBA69）[283]
- 8月13日 - メンバー全員（恵比寿マスカッツ）
- 8月15日 - 姫ノ愛花（君に、胸キュン。）
- 8月17日 - 福山梨乃、橘ひより、藤木愛、山本未悠、新居歩美（アキシブproject）
- 8月20日 - 尾関梨香（櫻坂46）[325]
- 8月20日 - 新木さくら（LinQ）[326]
- 8月31日 - BAKI（GASTUNK）
- 8月31日 - 寺西裕二、ますだ（スピラ・スピカ）
- 8月31日 - 南茉莉花（FES☆TIVE）
- 8月31日 - 松岡菜摘（HKT48）[327]
- 9月19日 - 汐碇真也（MOSHIMO）
- 9月25日 - やまま（炙りなタウン）
- 9月28日 - Ryo（Crystal Lake）
- 9月30日 - 藤澤ひより（Devil ANTHEM.）
- 9月30日 - 古畑奈和（SKE48）[328]
- 9月30日 - 西村菜那子（NGT48）[329]
- 9月30日 - 小波もも、豊田あさ、成瀬みるあ、柚木ひるね（JamsCollection）
- 10月14日 - 大島知起（Ivy to Fraudulent Game）
- 10月21日 - ジャック（ビレッジマンズストア）
- 10月24日 - フィヨン、ジアン（LIGHTSUM）
- 10月31日 - 樋口日奈（乃木坂46）[330]
- 10月31日 - 長野蒼大（えびポン）
- 11月1日 - 須田亜香里（SKE48）[注 4][332]
- 11月2日 - 優希クロエ（純情のアフィリア）
- 11月5日 - クロノス・ユーホ、オーバーレオ・ルリ（アルテミスの翼）
- 11月8日 - 雫ふふ（ぜんぶ君のせいだ。）
- 11月8日 - マシホ、バン・イェダム（TREASURE）
- 11月9日 - 菅井友香（櫻坂46）[333]
- 11月16日 - Emi Sakuma（LIGHTERS）
- 11月19日 - 十束おとは（フィロソフィーのダンス）[334][335]
- 11月27日 - ミスター千葉（夕闇に誘いし漆黒の天使達）
- 11月27日 - 天辺りんか（LYSM）
- 11月 - スズキカズ（SEVENTEEN AGAiN）
- 12月4日 - 和田まあや（乃木坂46）[330]
- 12月4日 - 大槻りこ、浜辺さや（衛星とカラテア）
- 12月10日 - 加賀楓（モーニング娘。'22）[336]
- 12月16日 - 柏木ひなた（私立恵比寿中学）[337][338]
- 12月17日 - カエデフェニックス（豆柴の大群）
- 12月20日 - 環珠理（NUANCE）
- 12月23日 - でか美ちゃん（APOKALIPPPS）[339]
- 12月24日 - taka、Shunkichi（ミオヤマザキ）
- 12月25日 - 中川航（くだらない1日）
- 12月27日 - 稲垣香織（AKB48）
- 12月27日 - 白珠色葉（きのホ。）
- 12月30日 - ナーナナラ（MIGMA SHELTER）
- 12月31日 - 小田井涼平（純烈）[340]
- 12月31日 - 齋藤飛鳥（乃木坂46）[341]
- 12月31日 - 愛川こずえ（でんぱ組.inc）

- 年内 - Yujin（アマネトリル）

## 逮捕
| 逮捕日   | 氏名（所属グループ名）             | 逮捕容疑（経過、判決等） |
| -------- | ---------------------------------- | --- |
| 2月16日  | KLUTCH（ET-KING）                  | 大麻取締法違反容疑（3月29日に書類送検されるも後に不起訴）                                                                           |
| 2月24日  | 田中聖（元KAT-TUN）                | 覚醒剤取締法違反（所持）容疑（懲役1年8か月・執行猶予3年→控訴→控訴棄却→上告→上告棄却・有罪確定）                                     |
| 3月23日  | ACE                                | 暴行容疑 |
| 5月13日  | TERA-C（INFINITY16）               | 覚醒剤取締法違反（所持）容疑 |
| 6月29日  | 田中聖（元KAT-TUN）                | 覚醒剤取締法違反（所持）容疑（7月20日に同法違反（使用）容疑で再逮捕、懲役1年4か月→控訴→懲役1年に減刑→上告→上告棄却・実刑 判決確定） |
| 10月4日  | G-PLANTS, BADSAIKUSH（共に舐達麻） | 大麻取締法違反（共同所持）容疑 |
| 10月24日 | 田中秀和                           | 強制わいせつ未遂容疑 |
| 11月26日 | 秋山黄色                           | 傷害容疑（12月14日に不起訴処分） |
| 11月29日 | 田中聖（元KAT-TUN）                | 恐喝容疑（12月26日に不起訴処分） |

## 改名・表記変更
- 1月10日 - おばけは転校生 → ダダダムズ
- 1月26日 - teto → the dadadadys
- 2月22日 - 2 → THE 2
- 4月1日 - こまごめピペット → KOMAGOME
- 4月1日 - nuance → NUANCE
- 4月12日 - クレイユーキーズ → OCEANS
- 6月18日 - ゲスの極み乙女。 → ゲスの極み乙女[361]
- 6月19日 - The Cabins → 東羊
- 7月7日 - ZOC → METAMUSE
- 9月5日 - 関口メンディー → 関口メンディーー（GENERATIONS from EXILE TRIBE）[362] ※2023年1月25日に改名を撤回[363]
- 10月17日 - T1419 → TFN
- 11月3日 - ギャル → 千年ポプラ

## 死去
- 1月1日 - 福間創（P-MODEL、soyuz projectなど）[364]
- 1月2日 - 斉藤京子[365]
- 1月4日 - ジェシー・ダニエルズ（英語版）（Force MDs）[366]
- 1月8日 - パク・グァンス[367]
- 1月8日 - マイケル・ラング[368]
- 1月8日 - 天津妃祥（浪曲師）[369]
- 1月9日 - ジェームズ・エムトゥーメ[370]
- 1月9日 - マリア・ユーイング[371]
- 1月10日 - バーク・シェリー（英語版）（バッジー）[372]
- 1月11日 - フランシス・ジャクソン[373]
- 1月11日 - ローザ・リー・ホーキンズ（ディキシー・カップス）[374]
- 1月12日 - ワイポット・ペットスパン[375]
- 1月12日 - ロニー・スペクター（ザ・ロネッツ）[376]
- 1月13日 - フレッド・ヴァン・ホーフ[377]
- 1月13日 - ソニー・ターナー（英語版）（プラターズ）[378]
- 1月14日 - グレッグ・ウェブスター（オハイオ・プレイヤーズ）[379]
- 1月17日 - アレクサンダー・ダンブル[380]
- 1月17日 - 板東久美[381]
- 1月17日 - ニクサ・バレザ
- 1月18日 - ディック・ハリガン（英語版）（ブラッド・スウェット・アンド・ティアーズ）[382]
- 1月19日 - ナイジェル・ロジャース[383]
- 1月19日 - 杵屋淨貢[384]
- 1月20日 - エルザ・ソアレス[385]
- 1月20日 - ミートローフ[386]
- 1月22日 - ドン・ウィルソン（元ザ・ベンチャーズ）[387]
- 1月23日 - ビージー・アデール[388]
- 1月25日 - フレドリック・ヨハンソン（英語版）（ダーク・トランキュリティ）[389]
- 1月27日 - アラン・バンキャール[390]
- 1月27日 - 宗清洋（アロージャズオーケストラ）[391]
- 1月28日 - 宮野大介（元HERE、インビシブルマンズデスベッド）[392]
- 1月31日 - JOE ALCOHOL（JET BOYS、THE WONDERFUL WORLD）[393]
- 2月1日 - 石原慎太郎[394]
- 2月1日 - ジョン・ザズーラ（メガフォース・レコード創業者）
- 2月1日 - HIROSHIMA（G.I.S.M.）[395]
- 2月1日 - ワルター・バリリ[396]
- 2月3日 - ダニー・ジェラルド（英語版）（スカイラーク）[397]
- 2月6日 - シル・ジョンスン[398]
- 2月6日 - ラタ・マンゲシュカル[399]
- 2月6日 - ジョージ・クラム[400]
- 2月6日 - 松崎淳（ゾディアック・ワークス代表）[401]
- 2月7日 - ズビグニエフ・ナミスオフスキ[402]
- 2月9日 - ジョーゼフ・ホロヴィッツ[403]
- 2月9日 - イアン・マクドナルド（キング・クリムゾン/フォリナー）[404]
- 2月17日 - ファウスト・チリアーノ[405]
- 2月17日 - 松鶴家千とせ[406]
- 2月18日 - 竹本浩三[407]
- 2月18日 - 大町陽一郎[408]
- 2月19日 - ゲイリー・ブルッカー（プロコル・ハルム、元パラマウンツ）[409]
- 2月20日 - 西郷輝彦[410]
- 2月20日 - サミー・クラーク[411]
- 2月22日 - マーク・ラネガン[412]
- 2月22日 - 小出信也（フルート奏者）[413]
- 2月23日 - アントニエッタ・ステッラ[414]
- 2月24日 - サリー・ケラーマン[415]
- 3月1日 - リチャード・プラット（英語版）（ブルー・マジック）[416]
- 3月4日 - イワン・エドワーズ[417]
- 3月4日 - 佐竹由美[418]
- 3月5日 - 坂口照幸[419]
- 3月7日 - ペトロー・ヤーノシュ[420]
- 3月8日 - レネー・クレメンチッチ[421]
- 3月8日 - 鈴木勲[422]
- 3月10日 - アンネローゼ・シュミット[423]
- 3月10日 - ボビー・ネルソン（英語版）（ウィリー・ネルソンバンド）[424]
- 3月11日 - グヮイヨ・セデーニョ[425]
- 3月12日 - バリー・ベイリー（英語版）（アトランタ・リズム・セクション）[426]
- 3月12日 - 松村雄策[427]
- 3月14日 - 呉祖強[428]
- 3月15日 - 山本アキヲ（AUTORA、TANZMUZIKなど）[429]
- 3月23日 - 大伴良則[430]
- 3月24日 - ジャクソン井口[431]
- 3月24日 - 柳澤愼一[432]
- 3月25日 - テイラー・ホーキンス（フー・ファイターズ）[433]
- 3月28日 - SING J ROY[434]
- 3月29日 - ガンジー西垣（CINEMA dub MONKS、仕立て屋のサーカス）[435]
- 3月29日 - ドナルド・タビー・ショウ（マイティ・ダイアモンズ）
- 3月30日 - トム・パーカー（ザ・ウォンテッド）[436]
- 3月30日 - 辻井清幸（指揮者）[437]
- 4月1日 - C,W,マッコール[438]
- 4月1日 - フィッツロイ・バニー・シンプソン（マイティ・ダイアモンズ）[439]
- 4月2日 - 三山敏[440]
- 4月5日 - ボビー・ライデル[441]
- 4月7日 - 中川イサト[442]
- 4月7日 - ミゲル・アンヘル・エストレージャ[443]
- 4月9日 - 諸石幸生[444]
- 4月11日 - ZERO（コーパス・グラインダーズ）[445]
- 4月13日 - ティム・フィーリック（ダンス・ギャヴィン・ダンス）[446]
- 4月15日 - アート・ルーペ（英語版）（スペシャルティ・レコード創業者）[447]
- 4月15日 - KOJI（La'cryma Christi、ALICE IN MENSWEAR）[448]
- 4月17日 - カトリーヌ・スパーク[449]
- 4月17日 - ラドゥ・ルプ[450]
- 4月18日 - ニコラ・アンゲリッシュ[451]
- 4月18日 - ハリソン・バートウィッスル[452]
- 4月18日 - ヤネス・マティチッチ[453]
- 4月20日 - レオ・バーンズ（元ホットハウス・フラワーズ）[454]
- 4月21日 - 山口修
- 4月21日 - 桑原幸子[455]
- 4月24日 - アンドルー・ウールフォーク（アース・ウィンド・アンド・ファイアー）[456]
- 4月26日 - クラウス・シュルツェ[457]
- 4月29日 - 小坂忠[458]
- 4月30日 - 小田信吾（ホリプロ元最高顧問・会長・社長）[459]
- 4月30日 - ナオミ・ジャッド[460]
- 5月1日 - リック・パーネル（英語版）（アトミック・ルースター）[461]
- 5月3日 - 渡辺裕之[462]
- 5月6日 - 安藤実親[463]
- 5月6日 - 大日方俊子（別名義：ひろまなみ）[464]
- 5月8日 - 二代目東家浦太郎[465]
- 5月8日 - デニス・ウォーターマン
- 5月9日 - 野島稔[466]
- 5月10日 - シヴ・クマール・シャルマ[467]
- 5月10日 - アレクサンドル・トラーゼ[468]
- 5月11日 - ウィリアム・ベネット[469]
- 5月11日 - トレヴァー・スターナド（ザ・ブラック・ダリア・マーダー）[470]
- 5月11日 - 上島竜兵（ダチョウ倶楽部）[471]
- 5月12日 - 佐々木新一（佐田鏡五一郎）[472]
- 5月12日 - ジャルー・グルウィウィ[473]
- 5月13日 - テレサ・ベルガンサ[474]
- 5月13日 - サイモン・プレストン[475]
- 5月13日 - リッキー・ガードナー（英語版）（イギー・ポップ・デヴィッド・ボウイ）[476]
- 5月16日 - 植村泰一[477]
- 5月17日 - リック・プライス（英語版）（ザ・ムーブ）[478]
- 5月17日 - ヴァンゲリス[479]
- 5月18日 - 杵屋弥吉[480]
- 5月21日 - 澤孝子[481]
- 5月23日 - 住友俊洋（T.Sumitomo Band, The Savoy Truffle, Bluestone Company）[482]
- 5月25日 - ギヨーム・ビドー（スカーヴ、ネミック）[483]
- 5月26日 - アンディ・フレッチャー（デペッシュ・モード）[484]
- 5月26日 - アラン・ホワイト（イエス、プラスティック・オノ・バンド）[485]
- 6月3日 - グレイシャン・モンカー3世[486]
- 6月5日（公表日） - アレック・ジョン・サッチ（元ボン・ジョヴィ）[487]
- 6月6日 - ジム・シールズ（シールズ&クロフツ）[488]
- 6月8日 - 宋海[489]
- 6月8日 - デーヴィッド・ロイド＝ジョーンズ[490]
- 6月11日 - 松平直樹（和田弘とマヒナスターズ）[491]
- 6月13日 - クルト・エクウィルツ
- 6月14日 - ジョエル・ホイットバーン[492]
- 6月18日 - 森田貢（マイ・ペース）[493]
- 6月19日 - ブレット・タグル（フリートウッド・マック、デイヴィッド・リー・ロス・バンドなどをサポート）[494]
- 6月20日 - クルト・エクウィルツ
- 6月23日 - マッシモ・モランテ（ゴブリン）[495]
- 6月23日 - 渡辺宙明[496]
- 6月27日 - 葛城ユキ[497]
- 7月1日 - リチャード・タラスキン[498]
- 7月4日 - 嵐ヨシユキ（横浜銀蝿リーダー）[499]
- 7月4日 - 山本コウタロー（ソルティー・シュガー）[500]
- 7月5日 - マニー・チャールトン（ナザレス）[501]
- 7月8日 - 夏目義雄（音楽家、夏目漱石の孫娘の夫）[502]
- 7月8日 - 長谷川顯[503]
- 7月9日 - バーバラ・トンプソン
- 7月10日 - 平山忠夫[504]
- 7月11日 - モンティ・ノーマン[505]
- 7月14日 - ウィリアム・ハート（デルフォニックス）
- 7月15日 - ポール・ライダー（ハッピー・マンデーズ）[506]
- 7月15日 - 金昌国[507]
- 7月18日 - ハンス・ヨアヒム・ヘスポス
- 7月19日 - 佐藤陽子[508]
- 7月19日 - マイケル・ヘンダーソン
- 7月21日 - ションカ・デュクレ
- 7月22日 - 大熊謙一[509]
- 7月22日 - カーラ・カッソーラ
- 7月22日 - ステファン・ゾルテス
- 7月24日 - ボブ・ヒースコート（スイサイダル・テンデンシーズ）
- 7月25日 - 島田陽子[510]
- 7月27日 - チャールズ・ウォード（ロックフィールド・スタジオ創設者）
- 7月29日 - 宮田茂樹[511]
- 7月31日 - 坂下秀実（四人囃子、PEGMO）[512]
- 8月3日 - ニッキー・ムーア（元サムソン）
- 8月4日（公表日） - 歪・アイリス・聖（WONDER SNAKE）[513]
- 8月4日 - サム・グッデン（インプレッションズ）
- 8月5日 - ジュディス・ダーラム（ザ・シーカーズ）
- 8月5日 - SHAL（THE UNCROWNED）[514]
- 8月7日 - 鵜島仁文[515]
- 8月7日 - エルネスト・カブール（ロス・ハイラス）
- 8月8日 - オリビア・ニュートン＝ジョン[516]
- 8月8日 - ラモント・ドジャー[517][518]
- 8月8日 - ダリル・ハント（ザ・ポーグス）[519]
- 8月15日 - スティーヴ・グリメット（グリム・リーパー・ライオンズハート）[520]
- 8月18日 - ロルフ・キューン
- 8月19日 - ウォーレン・バーンハート
- 8月20日 - ホルヘ・ミルチベルグ[521]
- 8月20日 - 小林政広[注 5][522]
- 8月21日 - 新川二朗[523]
- 8月21日 - スチュアート・アンスティス（元クレイドル・オブ・フィルス）[524]
- 8月22日 - クリード・テイラー[525]
- 8月23日 - 古谷一行[526]
- 8月24日 - Gucci Prince（Normcore Boyz、Tokyo Young Vision）[527]
- 8月26日 - メイブル・ジョン
- 8月30日 - 三條町子[528]
- 9月2日 - 山本智子
- 9月2日 - ドラミー・ゼブ（アスワド）
- 9月5日 - ラルス・フォークト[529]
- 9月5日 - おおたか静流[530]
- 9月6日 - 青澤唯夫[531]
- 9月7日 - 渡部又兵衛（ザ・ニュースペーパー）
- 9月8日 - ソニー・ウェスト
- 9月9日 - トレヴァー・トムキンス
- 9月9日 - 宮崎洋一（杉本恭一&The Dominators、元SKAFUNK）[532]
- 9月10日 - 照喜名朝一
- 9月12日 - PnBロック
- 9月12日 - ラムゼイ・ルイス[533]
- 9月14日 - ダーヴィド・アンデション（ソイルワーク）
- 9月15日 - 荒井千裕（ピアニスト）
- 9月15日 - イェルク・フェルバー
- 9月16日 - 彩木雅夫[534]
- 9月17日 - パク・ジョンウン[535]
- 9月18日 - 野田暉行[536]
- 9月21日 - アントン・フィアー（元ラウンジ・リザーズ、ペル・ウブ）
- 9月22日 - ジョン・ハートマン（元ドゥービー・ブラザーズ）
- 9月24日 - 有馬敲
- 9月24日 - ファラオ・サンダース[537]
- 9月24日 - 三上明子
- 9月27日 - 矢代恒彦（パール兄弟、S-KEN & HOTBOMBOMS）[538][539]
- 9月28日（死去確認日） - クーリオ[540]
- 10月2日 - 海野洋司（作詞家・脚本家）
- 10月4日 - ロレッタ・リン[541]
- 10月7日 - 一柳慧[542]
- 10月8日 - ロニー・キューバー
- 10月7日 - 中村敬子（コンサートプロデューサー）[543]
- 10月12日以前 - ユーリイ・ケルパテンコ
- 10月15日 - ノエル・ドゥガン（元クラナド）
- 10月17日 - マイケル・ポンティ
- 10月18日 - フランコ・ガッティ（元リッキ・エ・ポーヴェリ）
- 10月18日 - ロバート・ゴードン
- 10月19日 - 仲本工事（ザ・ドリフターズ）[544]
- 10月19日 - 酒本千恵子[545]
- 10月21日 - ロバート・ゴーディ
- 10月22日 - ロドニー・グラハム
- 10月23日 - リボール・ペシェク
- 10月24日 - グレッグ・フィルビン（REOスピードワゴン）
- 10月28日 - ジェリー・リー・ルイス[546]
- 10月28日 - D.H.ペリグロ（デッド・ケネディーズ、元レッド・ホット・チリ・ペッパーズ）[547]
- 10月29日 - 入野禮子（入野賞基金代表）
- 11月1日 - テイクオフ（ミーゴス）[548]
- 11月1日 - 普久原恒勇[549]
- 11月1日 - 杉本信夫[550]
- 11月4日 - 松本一起[551]
- 11月4日 - パウロ・ジョビン[552]
- 11月5日 - YOSHI（佐々木嘉純）[553]
- 11月5日 - アーロン・カーター[554]
- 11月5日 - タイロン・ダウニー（ボブ・マーリー&ザ・ウェイラーズ）
- 11月5日 - ダニエーレ・バリオーニ
- 11月7日 - ジェフ・クック（アラバマ）
- 11月8日 - ダン・マッカファーティー（ナザレス）[555]
- 11月9日 - ガル・コスタ[556]
- 11月9日 - ギャリー・ロバーツ（ブームタウン・ラッツ）
- 11月9日（死去報道日） - ミミ・パーカー（ロウ（英語版）[注 6]）[557]
- 11月10日 - クリス・コースツ（アース・アンド・ファイアー）
- 11月10日 - ニック・ターナー（ホークウインド）
- 11月11日 - キース・レヴィン（ザ・クラッシュ）[558]
- 11月15日 - 金鉄霖
- 11月21日 - ウィルコ・ジョンソン（元ドクター・フィールグッド）[559]
- 11月21日 - 七代タタル（EVE）
- 11月22日 - シェル・マクレー（ザ・フォーチュンズ）
- 11月22日 - パブロ・ミラネス[560]
- 11月22日 - はたのぼる[注 7][561]
- 11月25日 - アイリーン・キャラ[562][563]
- 11月28日 - 渡辺徹[564]
- 11月28日 - 寺林晁[注 8][565]
- 11月30日 - クリスティン・マクヴィー（フリートウッド・マック）[566]
- 12月1日 - 森寿男（「森寿男とブルーコーツオーケストラ」リーダー）[567]
- 12月3日 - 坂本博士
- 12月3日 - 外山浩爾[568]
- 12月3日 - ヴラディーミル・コジュハーリ
- 12月4日 - ボブ・マグラス[569]
- 12月4日 - マニュエル・ゲッチング元（アシュ・ラ・テンペル）
- 12月5日 - ジム・スチュワート（スタックス・レコード共同創業者）
- 12月6日 - ジェット・ブラック（ストラングラーズ）
- 12月6日 - 水木一郎[570]
- 12月8日 - 沖浩一[注 9][571]
- 12月9日 - ハーバート・ドイチ（モーグ・シンセサイザー共同開発者）
- 12月11日 - アンジェロ・バダラメンティ
- 12月13日 - ソル・アマルフィオ（オシビサ）
- 12月14日 - 笠浩二（C-C-B）[572]
- 12月15日 - あき竹城[573]
- 12月15日 - ディノ・ダネリ（ラスカルズ）
- 12月15日 - 常磐津英寿
- 12月17日 - ウルマス・シサスク
- 12月17日 - 田中裕二（安全地帯）[574]
- 12月17日 - 湯浅勇治（指揮者）
- 12月18日 - 鈴木陽斗実（NOW ON AIR）[575]
- 12月18日 - マーティン・ダフィ（プライマル・スクリーム）[576]
- 12月19日（判明日） - テリー・ホール（元ザ・スペシャルズ）[577]
- 12月21日 - 高見知佳[578]
- 12月22日 - ウォルター"ウルフマン"ワシントン[579]
- 12月22日 - トム・ベル
- 12月23日 - マキシ・ジャズ（フェイスレス）[580][581]
- 12月27日 - ジョー・メルサ・マーリー（ボブ・マーリィの孫）
- 12月28日 - 由寧（逆しまな歯車を仮面が嗤う。）[582]
- 12月29日 - エドゥアルド・アルテミエフ
- 12月30日 - 山崎量子[注 10][583][584]
- 12月31日 - アニタ・ポインター（元ポインター・シスターズ）
- 12月31日 - ジェレマイア・グリーン（モデスト・マウス）
- 12月31日 - ピエトロ・スパーダ